# تاريخ العبودية

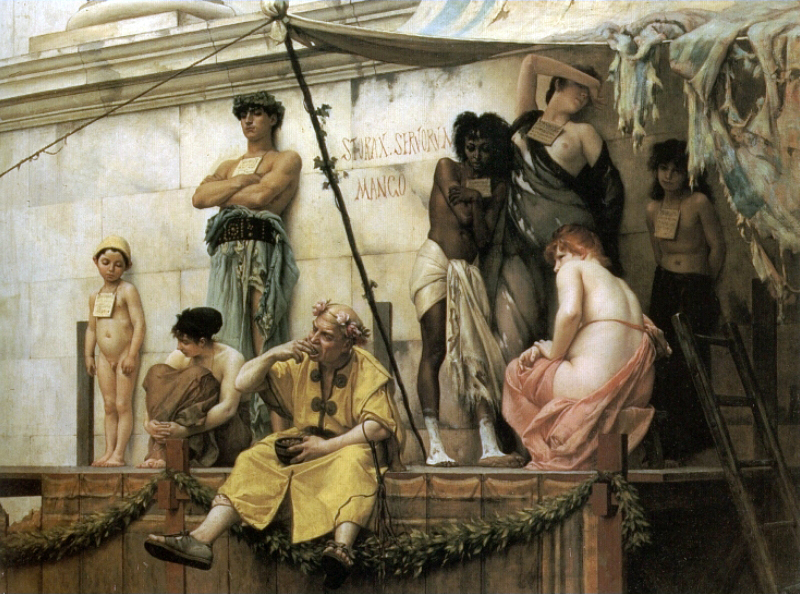
لوحة غوستاف بوولنجر «سوق الرقيق».

تجارة الرقيق العبودية أو الرق كانت سائدة في روما أيام الإمبراطورية الرومانية  فالعبيد قامت على أكتافهم أوابد وبنايات الحضارات الكبرى بالعالم القديم فالعبودية كانت متأصلة في الشعوب القديمة وفي القرن 15 مارس الأوربيون تجارة العبيد الأفارقة وكانوا يرسلونهم قسراً للعالم الجديد ليفلحوا الأراضي الأمريكية، وفي عام 1444م كان البرتغاليون يمارسون النخاسة ويرسلون للبرتغال سنويا ما بين 700 – 800 عبد من مراكز تجميع العبيد على الساحل الغربي لأفريقيا وكانوا يخطفون من بين ذويهم في أواسط أفريقيا. وفي القرن 16 مارست إسبانيا تجارة العبيد التي كانت تدفع بهم قسرا من أفريقيا لمستعمراتها في المناطق الاستوائية بأمريكا اللاتينية ليعملوا في الزراعة بالسخرة. وفي منتصف هذا القرن دخلت إنجلترا حلبة تجارة العبيد في منافسة وادعت حق إمداد المستعمرات الأسبانية بالعبيد وتلاها في هذا المضمار البرتغال وفرنسا وهولندا والدنمارك. ودخلت معهم المستعمرات الأمريكية في هذه التجارة اللا إنسانية فوصلت أمريكا الشمالية أول جحافل العبيد الأفارقة عام 1619 جلبتهم السفن الهولندية وأوكل إليهم الخدمة الشاقة بالمستعمرات الإنجليزية بالعالم الجديد
ومع التوسع الزراعي هناك في منتصف القرن 17 زادت أعدادهم، ولا سيما في الجنوب الأمريكي وبعد الثورة الأمريكية أصبح للعبيد بعض الحقوق المدنية المحددة. وفي عام 1792 كانت الدنمارك أول دولة أوروبية تلغي تجارة الرق وتبعتها بريطانيا وأمريكا بعد عدة سنوات وفي مؤتمر فينا عام 1814 عقدت كل الدول الأوربية معاهدة منع تجارة العبيد، وعقدت بريطانيا بعدها معاهدة ثنائية مع الولايات المتحدة الأمريكية عام 1848 لمنع هذه التجارة. بعدها كانت القوات البحرية الفرنسية والبريطانية تطارد سفن مهربي العبيد، وحررت فرنسا عبيدها وحذت حذوها هولندا وتبعتها جمهوريات جنوب أمريكا ما عدا البرازيل حيث
العبودية بها حتى عام 1888م. وكان العبيد في مطلع القرن 19 يتمركز معظمهم بولايات الجنوب بالولايات المتحدة الأمريكية، لكن بعد إعلان الاستقلال الأمريكي أعتبرت العبودية شراً ولا تتفق مع روح مبادئ الاستقلال ونص الدستور الأمريكي على إلغاء العبودية عام 1865م وفي عام 1906م عقدت عصبة الأمم (League of Nations) مؤتمر العبودية الدولي حيث قرر منع تجارة العبيد وإلغاء العبودية بشتى أشكالها.
أشار المؤرخ الفرنسي فرناند بروديل إلى أن العبودية مستوطنة في إفريقيا وجزء من بنية الحياة اليومية «جاء الرق بأشكال مختلفة في مجتمعات مختلفة: كان هناك عبيد المحاكم، والعبيد أدرجوا في الجيوش الأميرية، والعبيد المحليين والعائلات، والعبيد الذين يعملون في الأرض، وفي الصناعة، وسعاة ووسطاء، وحتى كمتداولين». خلال القرن السادس عشر، بدأت أوروبا تتفوق على العالم العربي في حركة التصدير، علي حركة العبودية من أفريقيا إلى الأمريكتين استورد الهولنديون العبيد من آسيا إلى مستعمرتهم في جنوب إفريقيا في 1807 بريطانيا، امتدت أراضي استعمارية واسعة، على الرغم من كونها ساحلية بشكل رئيسي في القارة الأفريقية (بما في ذلك جنوب أفريقيا)، فجعلت تجارة الرقيق الدولية غير قانونية، كما فعلت الولايات المتحدة في عام 1808.
بدأت الحركة البريطانية العظيمة لإلغاء العبودية التي تمحورت حول إلغاء القوانين التي تسمح بتجارة العبيد باعتبارها تجارة مشروعة. وخلال القرن التاسع عشر، لم يُطلب من الدول إصدار تشريع بتجريم تجارة العبيد، بل طُلب منها إلغاء أي قانون يسمح بهذا العمل.

## تاريخ العبودية في العالم الإسلامي
تاريخ العبودية في العالم الإسلامي|تطوَّرت العبودية في العالم الإسلامي لأول مرَّة من أشكال العبودية التي كانت موجودة في شبه الجزيرة العربية قبل الإسلام، وتنوَّعت الأدوار التي قام بها العبيد على مرِّ التاريخ الإسلامي من أمراء أقوياء تمتَّعوا بنفوذ كبير إلى عمَّال تمَّ التعامل معهم بقسوة بالغة بالإضافة لأدوار اجتماعية واقتصادية مختلفة، في وقتٍ مُبكِّر من التاريخ الإسلامي كان الدور الأساسي للعبيد هو العمل الزراعي ولكن تمَّ التخلي عنه لاحقاً بعد أن أدَّت المعاملة القاسية إلى اندلاع ثورات العبيد المُدمِّرة، التي كان أبرزها ثورة الزنج جنوب العراق، استُعمل العبيد على نطاق واسع في أعمال الري والتعدين والرعي، وكان الاستخدام الأشيع هو الحراسة وجنود في الجيوش وعاملات في المنازل، قدَّر بعض المؤرِّخيين عدد العبيد في التاريخ الإسلامي بحوالي 11.5 مليون عبد، والبعض قدَّرها بأكثر من 14 مليون عبد خلال 12 قرن تقريباً.
تاريخ العبودية في العالم الإسلامي|شجَّع الإسلام على تحرير العبيد كطريقة لتكفير الخطايا، في بداية الإسلام كان العديد من الذين انضموا للدين الجديد من العبيد مثل بلال بن رباح الحبشي، في عام 1990 أعلن القاهرة لحقوق الإنسان في الإسلام أنَّه لا يحق لأحد أن يستعبد إنساناً آخر، كثيرٌ من العبيد في التاريخ الإسلامي كانوا مُستوردين من خارج العالم الإسلامي ويؤكِّد برنارد لويس أنه على الرغم من أنَّ العبيد المُستوردين كانوا يعانون في كثير من الأحيان في الطريق قبل الوصول إلى وجهتهم إلا أنَّهم كانوا يتلقون معاملة جيدة في منازل أسيادهم المسلمين ويتمُّ قبولهم كأعضاء في الأسرة. وعلى عكس المجتمعات الغربية التي نشأت في معاركها ضد العبودية حركات مناهضة للعبودية التي غالبًا ما انبثقت أعدادها وحماسها من مجموعات كنسيّة مسيحية، لم تتطور مثل هذه المنظمات الشعبية في المجتمعات المسلمة في السياسة الإسلامية، قبلت الدولة دون تردد تعاليم الإسلام وطبقتها كقانون والإسلام، من خلال فرض عقوبات على العبودية، أعطى أيضا شرعية التجارة في العبيد.
لم يحدث إلا في أوائل القرن العشرين (بعد الحرب العالمية الأولى) أن أصبحت العبودية محظورة تدريجياً وتم قمعها في الأراضي المسلمة، وذلك بسبب الضغوط التي مارستها الدول الغربية مثل بريطانيا وفرنساويصف جوردون عدم وجود حركات إلغاء إسلامية محلية بقدر ما يعود إلى حقيقة أنها كانت راسخة بعمق في الشريعة الإسلامية. من خلال إضفاء الشرعية على العبودية، وامتداداً، حركة التجارة في العبيد، رفع الإسلام هذه الممارسات إلى مستوى أخلاقي لا يمكن تجاوزه. ونتيجة لذلك، لم يكن أي جزء من العالم الإسلامي ما يشكل تحديًا أيديولوجيًا ضد العبودية كان النظام السياسي والاجتماعي في المجتمع المسلم قد ألقى نظرة قاتمة على هذا التحدي في أوائل القرن العشرين بعد الحرب العالمية الأولى تمَّ حظر العبودية تدريجياً في الأراضي الإسلاميَّة وذلك تحت وطأة الضغوط التي مارستها الدول الغربية مثل بريطانيا وفرنسا، ألغي الرق في الدولة العثمانية في عام 1924 عندما حلَّ الدستور التركي الجديد الحريم السلطاني وحرَّر آخر الجواري في الجمهورية حديثة النشوء، ألغيت العبوديَّة في إيران في عام 1929، وكانت المملكة العربية السعودية واليمن من أواخر الدول التي ألغت الرق عام 1962 وعمان عام 1970 تحت تأثير الضغوط البريطانيَّة، ومع ذلك فإنَّ أشكالاً متنوعة من العبوديَّة مازالت موجودة في بعض البلدان الإسلاميَّة في منطقة الساحل الإفريقي، وفي الأراضي التي تسيطر عليها المجموعات الإسلامية المُتشدِّدة مثل ليبيا.
قضية العبودية في العالم الإسلامي في العصر الحديث هي قضية مثيرة للجدل يجادل المنتقدون بوجود دليل قاطع على وجودها وآثارها المدمرة البعض الآخر يقول أن العبودية في الأراضي الإسلامية الوسطى انقرضت تقريباً منذ منتصف القرن العشرين، وأن التقارير من السودان والصومال تظهر ممارسة الرق في المناطق الحدودية نتيجة لإستمرار الحرب،  وليس المعتقد الإسلامي. في السنوات الأخيرة، وفقا لبعض العلماء، كان هناك «اتجاه مقلق» من «إعادة فتح» قضية العبودية من قبل بعض علماء الدين السلفيين المحافظين بعد «إغلاق» الموضوع في وقت سابق من القرن العشرين عندما حظرت البلدان ذات الأغلبية المسلمة و«معظم علماء المسلمين» هذه الممارسة كونها «لا تتفق مع الأخلاق القرآنية»

## أصول

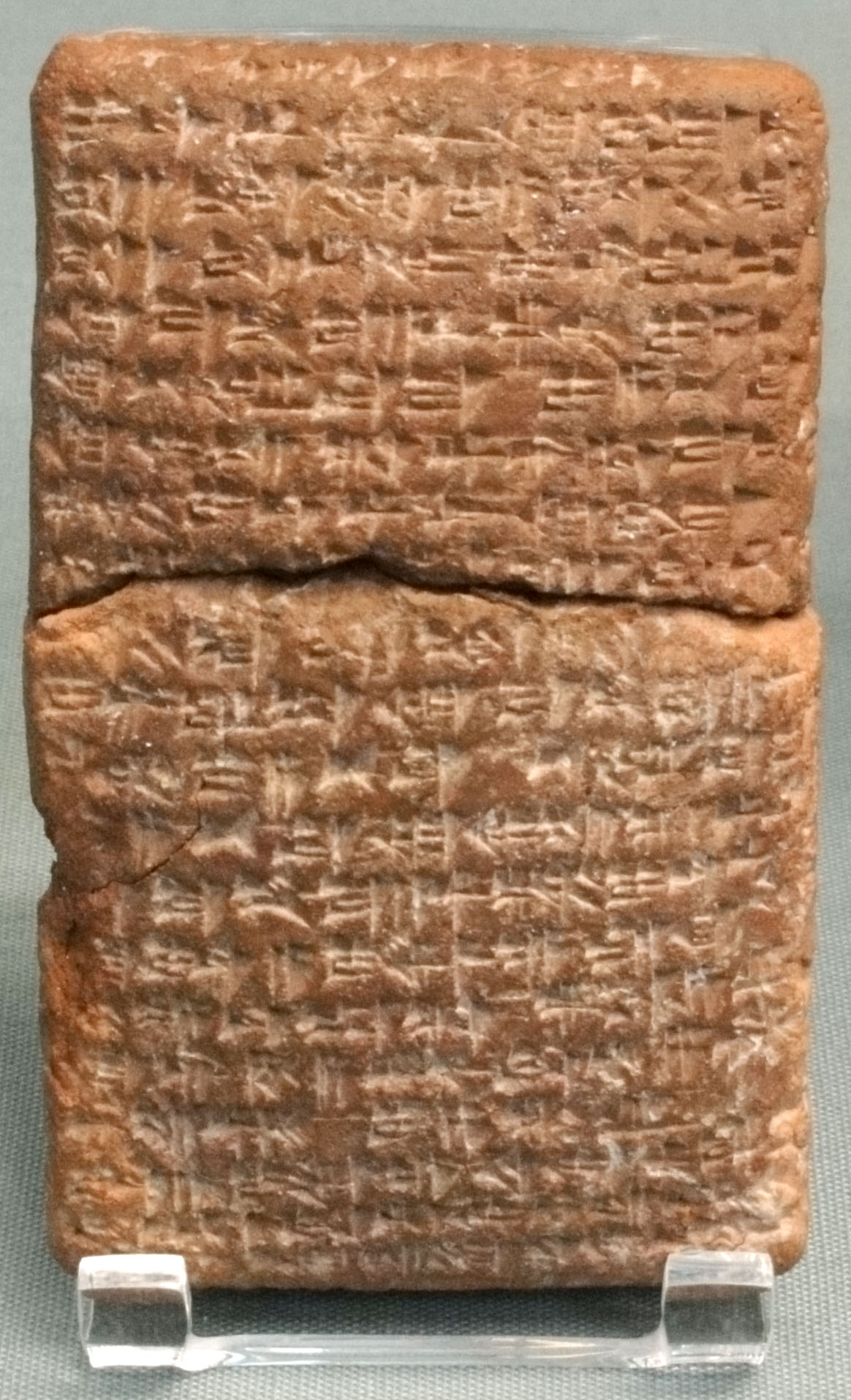
1480 قبل الميلاد، معاهدة العبيد الهاربين بين إدريمي من ألاكخ (الآن أخل أتشانا) وبيليا كيزواتنا (الآن كيليكيا).

يعود تاريخ الاسترقاق في بلاد ما بين النهرين إلى حوالي 10 آلاف سنة، حيث كانت قيمة العبد الذكر بُستان نخيل التمر، كما كانت تستخدم النساء من العبيد في تلبية المطالب الجنسية للأسياد وكان هؤلاء العبيد يكتسبون حريتهم فقط عندما يموت سيدهم.
وتشير الدراسات لوجود أدلة على أنّ الرق سبق السجلات التاريخية المكتوبة، وكانت موجودة في العديد من الثقافات. وحوالي عام 3500 قبل الميلاد ظهر العبيد في الحضارة السومرية، وكانوا يشكلون أغلبية السكان وهم مسؤولون عن جميع الأعمال اليدوية.
ومع نمو المدن السومرية في عدد السكان واتساع نطاقها، اختفت الأراضي البكر التي كانت تفصل بين المدن بعضها وبعض، وكان السومريون من مدن مختلفة غير قادرين أو غير راغبين في حل نزاعاتهم على الأرض وتوافر المياه، فاندلعت الحروب بين المدن السومرية، وهي الحروب التي رأوا أنها قامت بين آلهتهم.
في نهاية المطاف، اتخذ السومريُّون العبيد من السومريين الآخرين الذين جرى أسرهم في حروبهم بعضهم بعضًا، ولكن في الأصل حصل السومريون على العبيد بعد محاربة الشعوب خارج سومر وكان الاسم السومري للأنثى من العبيد «فتاة جبلية»، وكان الرجل من العبيد يسمى «رجل الجبل». وكان السومريون يستخدمون عبيدهم أساسًا عمال منازل ومحظيات وبرروا العبودية كما فعل آخرون بقولهم: «إن آلهتهم قد منحتهم النصر على شعبٍ أدنى».
وتتعلق المعلومات عن العبيد في المجتمعات المبكرة أساسًا بوضعهم القانوني، فهم ليسوا إلا جزءًا من ممتلكات المالك القيِّمة قانون حمورابي، من بابل في القرن الثامن عشر قبل الميلاد، يعطي تفاصيل مذهلة «تقشعر لها الأبدان» عن المكافآت والعقوبات المختلفة للجراحين العاملين سواء على الرجال الأحرار أم العبيد، فالقانون يكشف أن النظام لم يكن مجرد وحشية بلا هوادة فمن المثير للدهشة أن العبيد البابليين كان يسمح لهم بتملك الممتلكات. وظهرت في وقت مبكر عمليات إلغاء الرق والعبودية في اثنين من الطوائف اليهودية، الإسينيون والثيرابيتيون، الذين كانوا يقومون بتحرير العبيد عبر دفع الأموال لملاكهم.

## أسبابها
يحتاج مالك العبيد فقط إلى دفع ثمن القوت والمعدات في العمل بالسخرة وهذا في بعض الأحيان أقل من تكلفة أجور العمال الأحرار، حيث يكسب العمال الأحرار أكثر مما ينفق لدفع قوتهم؛ وفي هذه الحالات يكون للعبيد سعر إيجابي عندما تتجاوز تكلفة المعيشة والتطبيق معدل الأجور، لن يكون امتلاك العبيد مربحا بعد الآن وسيقوم المالكون ببساطة بإطلاق سراح عبيدهم. وبالتالي، فإن العبيد استثمار أكثر جاذبية في البيئات عالية الأجور، والبيئات التي يكون فيها تطبيقه رخيصًا، وأقل جاذبية في البيئات التي يكون فيها معدل الأجور منخفضًا ويكون تطبيقه مكلفًا كما يحصل العمال الأحرار على فوارق تعويضية، حيث يحصلون على المزيد مقابل عمل غير سار. لكن لا ترتفع تكاليف القوت ولا التطبيق مع عدم رضا العمال، لذلك لا ترتفع تكاليف العبيد بنفس المقدار وعلى هذا النحو، فإن العبيد أكثر جاذبية للعمل غير السار وأقل من أجل العمل اللطيف؛ ولأن عدم الرضا عن العمل ليس شأناً داخلياً، حيث يتحمله العبد بدلاً من المالك، فهو عمل خارجي سلبي ويؤدي إلى الإفراط في استخدام العبيد في هذه المواقف. كما يمكن إجبار العبيد على القيام بأعمال غير قانونية مثل انتقاء الحبوب أو إنتاج القنبيمكن أن تكون العبودية الحديثة مربحة تماماً، والحكومات الفاسدة تسمح بها ضمنيًا، على الرغم من كونها محظورة بموجب المعاهدات الدولية مثل الاتفاقية التكميلية لإلغاء العبودية والقوانين المحلية قُدر إجمالي الإيرادات السنوية للمتاجرين في العبيد في عام 2004 بما يتراوح بين 5 مليارات و9 مليارات دولار، على الرغم من أن الأرباح أقل بكثير من هذا الرقم تم بيع العبيد الأمريكيين في عام 1809 مقابل ما يعادل 40000 دولار أمريكي من أموال اليوم واليوم، يمكن شراء العبد مقابل 90 دولارًا وكثيراً ما يُنظر إلى تجنيد بعض الجنود الأطفال من قبل بعض الحكومات على أنه شكل من أشكال العبودية المعتمدة من الحكومة. وكثيرا ما ينظر إلى العبودية الحديثة على أنها نتيجة ثانوية للفقر. فالبلدان التي تفتقر إلى التعليم، والحرية الاقتصادية، وحكم القانون، وذات بنية اجتماعية ضعيفة، يمكن أن تخلق بيئة تعزز قبول العبودية وانتشارها.وقال البروفيسور ريمنجتون كراوفورد الثالث من جامعة تورنتو: «العبودية هي شيء معنا دائمًا. نحتاج أن نبقيه دائماً في الحسبان عندما نشتري ملابسنا لنستفسر عن مصدرها. تحتاج الحكومات والرؤساء التنفيذيون للشركات الكبرى إلى التفكير بعناية أكبر فيما يقومون به وما يدعمونه عن غير قصد.»

## أشكال العبودية الحديثة
تأخذ العبودية الحديثة أشكالاً عديدة، والأكثر شيوعاً هي:
الاتجار بالبشر: استخدام العنف أو التهديد أو الإكراه لنقل أو تجنيد أو إيواء الأشخاص من أجل استغلالهم لأغراض مثل الدعارة القسرية أو العمل أو الإجرام أو الزواج أو نزع الأعضاء.
الإباحية : استغلال النساء  لصنع افلام إباحية جنسيه  مقابل مبالغ ماليه وشهره عالميه هي نوع حديث من أشكال العبودية الحديثه في هذا الزمن والتي تم تغليفها بغلاف التمثيل حتى لايتم تجريمها قانونيا. 
السخرة: أي عمل أو خدمات يجبر الناس على القيام بها ضد إرادتهم تحت التهديد بالعقاب.
سخرة الشخص المديون بالمال: تعد من أكثر أشكال الرق انتشاراً في العالم، إذ يقترض الأشخاص المحاصرون في الفقر المال ويضطرون إلى العمل لسداد الديون.
عبودية الأطفال: عندما يتم استغلال طفل لتحقيق مكاسب لشخص آخر، يمكن أن يشمل ذلك الاتجار بالأطفال أو تجنيدهم في الحروب أو استغلالهم في أعمال المنزل.
الزواج القسري والمبكر: عندما يتزوج شخص ضد إرادته ولا يمكنه المغادرة يعتبر هذا الزوج نوعاً من أنواع العبودية، كما أنّ معظم زيجات الأطفال هي من العبودية.
ينتهي الأمر بالناس في العبودية الحديثة عندما يكونون عرضة للخداع أو الاستغلال غالباً نتيجة لظروف الفقر التي تدفعهم إلى اتخاذ قرارات محفوفة بالمخاطر بحثًا عن فرص لإعالة أسرهم أو موافقتهم ببساطة في العمل بوظائف استغلالية

## اليونان القديمة.. الاعتماد الأكبر على العبيد
لكن الحضارة الأولى التي نعرف الكثير عن دور العبيد فيها هي اليونان القديمة. فقد اعتمدت كلتا الدولتين الرائدتين في اليونان – إسبرطة وأثينا- اعتمادًا كاملًا على العمل الجبريّ، على الرغم من وصف النظام في إسبرطة بشكل أفضل بأنه «رق خدمي» وليس استرقاقًا أو عبودية كاملة. الفرق هو أن شعب «الهيلوتس» في إسبرطة هم شعب غزوٍ وحروب، يعيشون على أرضهم التي ورثوها، ولكنهم أجبروا على العمل من أجل أسيادهم المتقشفين. ووجودهم هو نهج ريفي تقليدي تبقى فيه حقوق معينة مرتبطة بها.
وعلى النقيض من ذلك، ليس لعبيد أثينا أي حقوق تقليدية. ولكنّ حالتهم كانت تختلفُ اختلافًا كبيرًا وفقًا للعمل الذي يقومون به. أكثر العبيد غير المحظوظين في أثينا كانوا هم عُمَّال المناجم الذين كانت تتسبب أعمالهم هذه في وفاتهم، فقد كانت المناجم مملوكة للدولة ولكنها مستأجرة لرجال أعمال من القطاع الخاص. وعلى النقيض من ذلك، يمكن لفئات أخرى من العبيد – ولا سيما أولئك الذين تملكهم الدولة مباشرة مثل الرماة السكوثيون الثلاثمائة الذين يمثلون قوة الشرطة في أثينا – أن يكتسبوا مكانة معينة.
غالبية العبيد في أثينا هم خدم المنازل، ثروتهم تعتمد كليًا على العلاقة التي تتطور مع ملاكهم. في كثير من الأحيان تكون هذه العلاقة قريبة، العبيد الإناث يقومون برعاية الأطفال أو العمل كمحظيات، والعبيد الرجال يعملون في خدمة الأسرة.
لا يعمل أي أثيني حر في مجالات الخدمة وغيرها، لأنَّه من المخجل أن يكون خادم رجلٍ آخر. ويطبق هذا الأمر أيضًا على الأعمال الفرعية في أي شكل من أشكال العمالة. ونتيجة لذلك، فإن العبيد الذكور في أثينا يقومون جميعًا بأعمال السكرتارية أو الأعمال الإدارية، في هذه السياقات هم مساعدون شخصيون لشخص آخر. وتشمل هذه الوظائف مواقع النفوذ في مجالات مثل الأعمال المصرفية والتجارة.

## الإمبراطورية الرومانية.. وحشية وانتشار أكبر
الثغرة نفس، التي يوفرها احترام الذات من قبل المواطنين الأحرار، هي التي وفرت فرصًا أكبر لوجود وانتشار العبيد في الإمبراطورية الرومانية. العبيد الأكثر تميزًا كانوا هم موظفي السكرتارية للإمبراطور. في القرنين الأخيرين قبل الميلاد  – قبل بداية عصر الإمبراطورية – استخدم الرومان في ظل الجمهورية العبيد على نطاقٍ أوسع من أي وقتٍ مضى، وربما مع وحشيةٍ أكبر. في المناجم يتمُّ جلدهم في ظلِّ عملٍ متواصل من قبل المشرفين؛ في الساحات العامة هم مجبرون على الانخراط في قتالٍ مرعب مثل المصارعين. هناك العديد من انتفاضات الرقيق التي وقعت في هذين القرنين، والأكثر شهرة منهم بقيادة سبارتاكوس.

## أوروبا في العصور الوسطى.. الكنيسة تتغاضى عن العبودية
في أوائل العصور الوسطى كانت الكنيسة تتغاضى عن العبودية، ولم تكن تعارض هذا الأمر إلا عندما استعبد المسيحيون من قبل من اعتبرتهم الكنيسة كفار.
اقتحم الفايكنج بريطانيا منذ عام 800 ميلادية وقاموا ببيع أسراهم إلى الأسواق في إسطنبول وإسبانيا الإسلامية. لم يكن الدين عائقًا أمام تجارة الرقيق سواء من المسيحيين أم المسلمين أم اليهود. وتسبب وباء الطاعون (الموت الأسود) في زيادة الطلب على العبيد المحليين في إيطاليا.
وكان العبيد غالبًا ما يكونون مشتبهين بهم وراء تسميم أسيادهم، وكانت العقوبات التي تنزل عليهم رهيبة. فأحد المتهمات من العبيد جرى سلخ وتقطيع لحم جسدها حية وهي تجر في شوارع فلورنسا. في القرن السادس عشر حاول البابا بولس الثالث وقف البروتستانتية عن طريق تحفيز أولئك الذين تركوا الكنيسة الكاثوليكية وهم عبيد.

## التجارة عبر الأطلسي.. بداية العبودية الحديثة
افتتح البرتغاليون تجارة الرقيق في المحيط الأطلسي، والتي ستنضم إليها إسبانيا قريبًا. وأدَّى غزو كريستوفر كولومبوس لمنطقة البحر الكاريبي إلى محو الثقافة الأصلية الموجودة هناك، قبل أن تتدفق الأمم الاستعمارية الأخرى في الأمريكتين لنهبها.
هنا كانت الحاجة لجلب الرقيق من أجل العمل في إنتاج السكر والقطن والتبغ. ومع وفاة الهنود الحمر، تم استيراد العبيد الأفارقة، 900 ألف نزلوا شواطئ الأمريكتين بحلول عام 1600. الدول الأفريقية التي زودت الأمريكتين بالعبيد كان لديها هي نفسها تاريخ طويل من العبودية. وتوافد المستعمرون الأوروبيون على السواحل الغربية من أفريقيا لتجارة الخمور والتبغ والأسلحة والحلي، بالإضافة لتجارة البشر.
وهكذا بدأ ما يعرف بـ«الممر الأوسط» سيئ السمعة، حيث سيتم تحميل العبيد في بطون السفن. وكان البريطانيون هم المستعبدون الرئيسيون، حيث جلبوا بضائع من إنجلترا من أجل جلب العبيد الأفارقة ثم قاموا بعد ذلك بتوريدهم إلى المستعمرات الإسبانية والبرتغالية في العالم الجديد. وقد بنيت هذه التجارة الثلاثية ثروة بريطانيا.

## حركات الإلغاء
شهد القرن الثامن عشر ولادة المجموعات الإلغائية في العالم الغربي، أو محاولات الغاء تجارة العبيد. وفي عام 1804 جعلت الدنمارك تجارة الرقيق غير قانونية؛ تلتها بريطانيا في عام 1807 والأمريكيين بعد عام.
تأسست منظمة مكافحة الرق الدولية عام 1839 قبل بضع سنوات من الإلغاء التام لتجارة الرقيق عبر المحيط الأطلسي. لكن – رغم هذا- فإن عمليات تهريب الرقيق والعبودية ظلت مستمرة. في ذلك الوقت كان المناخ الاقتصادي آخذًا في التغير، وسعت الصناعات البريطانية بعد الثورة الصناعية، التي بنيت على أرباح الاسترقاق الزراعي، إلى إيجاد قوة عاملة في الوطن.

## حركة العبيد في الولايات المتحدة
ساعد العبيد أمريكا في الحصول على حريتها من البريطانيين خلال حرب الاستقلال الأمريكية، ولكن من دون الحصول على امتيازات خاصة بهم. شعار «كل الرجال يخلقون على قدم المساواة» كان حلقة جوفاء، حتى إن الرئيس توماس جيفرسون الذي كتب هذا الشعار كان هو نفسه يملك العبيد.
لقد أحدث اختراع محلاج القطن ثورة في ثروات الجنوب الأمريكي، ففي عام 1860، جرى اقتطاع حصاد قطني بقيمة 200 مليون دولار من قبل العبيد الذين يعملون تحت كرابيج أسيادهم. كان العبيد يفعلون كل وظيفة يمكن تخيلها مع توظيف العبيد المهرة من أجل مزيد من الربح.
هرب بعض العبيد تحت غطاء الليل وسافروا عبر الأراضي البرية إلى الولايات الشمالية وكندا، وخلال الحرب الأهلية في عام 1861، كانت هذه البداية لنهاية العبودية في الولايات المتحدة، وقد مات فيها أكثر من 38 ألف من السود العبيد. وألغى التعديل الثالث عشر للدستور الأمريكي الرق نهائيًا.
اقرأ أيضًا: حين تقتل 10 ملايين أفريقي لا يدعوك أحد «هتلر» – ساسة بوست

## تغير الشكل واستمرت العبودية
غير أن الرق استمر في أجزاء أخرى من العالم بعد التحرر في أمريكا الشمالية. ازدهرت العبودية الأصلية في أفريقيا جنوب الصحراء الكبرى، بالإضافة إلى استعباد ذوي الديون والسخرة في المستعمرات الأوروبية والرق المحلي في نيجيريا وشبه القارة الهندية، وقد فقد تسعة ملايين شخص حياتهم للعمل الإجباري والإبادة الجماعية في الكونغو البلجيكية.
وفي الصين، استمر نظام استرقاق الأطفال يعرف باسم «موي تساي»، إذ يباع الأطفال للعمل المنزلي، حتى النصف الثاني من القرن العشرين. وفي بيرو الفظائع التي ارتكبتها شركة بريطانية ضد الهنود الأصليين المستعبدين للاستفادة من المطاط أدى إلى مقاطعتها. وتشير التقديرات إلى أن كلّ طن من اللاتكس تنتجه شركة الأمازون في بيرو قد كلف حياة سبعة أشخاص.
علامات
السود في أمريكا، العبودية، الكنسية في روما، تاريخ
مقالات الرأي
الأدلة على العبودية تسبق السجلات المكتوبة، وقد وجدت في العديد من الثقافات ومع ذلك، فإن العبودية نادرة في أوساط جماعات الصيادين  تتطلب العبودية الجماعية وجود فوائض اقتصادية وكثافة سكانية عالية لتكون قابلة للحياة، بسبب هذه العوامل لم تكن ممارسة الرق تنتشر إلا بعد اختراع الزراعة خلال ثورة العصر الحجري الحديث، قبل حوالي 11000 سنة.
عرف الرق في الحضارات القديمة مثل سومر، وكذلك في كل الحضارات القديمة، بما في ذلك مصر القديمة الصين القديمة الإمبراطورية الأكادية، آشور، بابل، إيران القديمة، اليونان القديمة، الهند، الإمبراطورية الرومانية، الخلافة العربية الإسلامية والسلطنة والنوبة وحضارات ما قبل كولومبوس في الأمريكتين  وتنشأ العبودية عن خليط من عبودية الديون، والعقاب على الجريمة واستعباد أسرى الحرب وهجر الأطفال، وولادة الأطفال العبيد من العبيد.

## الصحراء الكبرى
يقدر ليفنجستون أن 80,000 أفريقي ماتوا كل عام قبل أن يصلوا إلى أسواق العبيد في زنجبار  كانت زنجبار في يوم من الأيام ميناء رئيسي لتجارة الرقيق في شرق أفريقيا، وفي ظل العرب العمانيين في القرن التاسع عشر، كان ما يقرب من 50 ألف من العبيد يعبرون المدينة كل عام.
أدى تزايد وجود المنافسين الأوروبيين على طول الساحل الشرقي إلى تركيز التجار العرب على طرق قوافل الرقيق عبر الصحراء من منطقة الساحل إلى شمال إفريقيا، أفاد امستكشف الألماني غوستاف ناختيغال أنه شاهد قوافل العبيد التي غادرت من كوكاوا في بورنو متجهة إلى طرابلس ومصر في عام 1870  ومثلت تجارة الرقيق المصدر الرئيسي للإيرادات في ولاية بورنو في أواخر عام 1898م ولم تتعاف قط ديموغرافيًا المناطق الشرقية من جمهورية أفريقيا الوسطى من تأثير غارات القرن التاسع عشر في السودان وما زالت الكثافة السكانية أقل من شخص واحد / كم²  خلال سبعينيات القرن التاسع عشر، تسببت المبادرات الأوروبية ضد تجارة الرقيق في أزمة اقتصادية في شمال السودان، مما عجل في صعود القوات المهدية خلق انتصار المهدي دولة إسلامية، وهي الدولة التي أعادت العبودية بسرع

## أفريقيا

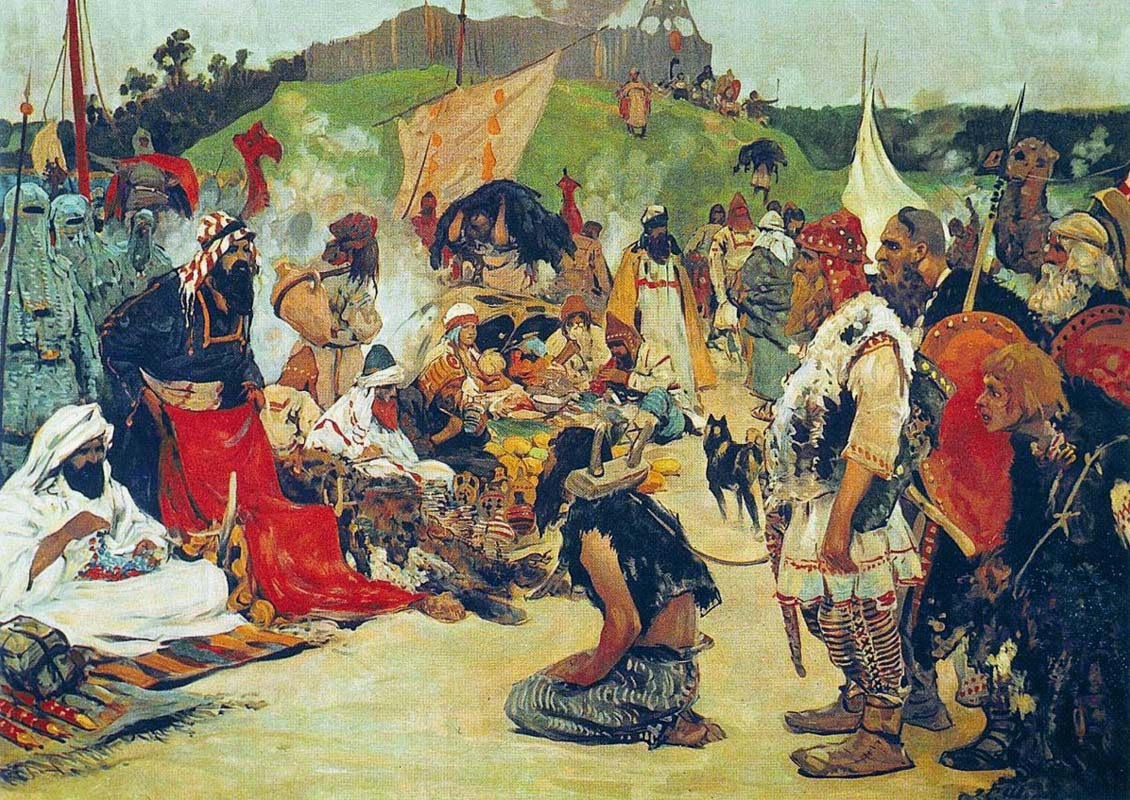
قراصنة في العاصمة الجزائرية

أشار المؤرخ الفرنسي فرناند بروديل إلى أن العبودية مستوطنة في إفريقيا وجزء من بنية الحياة اليومية «جاء الرق بأشكال مختلفة في مجتمعات مختلفة: كان هناك عبيد المحاكم، والعبيد أدرجوا في الجيوش الأميرية، والعبيد المحليين والعائلات، والعبيد الذين يعملون في الأرض، وفي الصناعة، وسعاة ووسطاء، وحتى كمتداولين». خلال القرن السادس عشر، بدأت أوروبا تتفوق على العالم العربي في حركة التصدير، علي حركة العبودية من أفريقيا إلى الأمريكتين. استورد الهولنديون العبيد من آسيا إلى مستعمرتهم في جنوب إفريقيا. في 1807 بريطانيا، امتدت أراضي استعمارية واسعة، على الرغم من كونها ساحلية بشكل رئيسي في القارة الأفريقية (بما في ذلك جنوب أفريقيا)، فجعلت تجارة الرقيق الدولية غير قانونية، كما فعلت الولايات المتحدة في عام 1808.

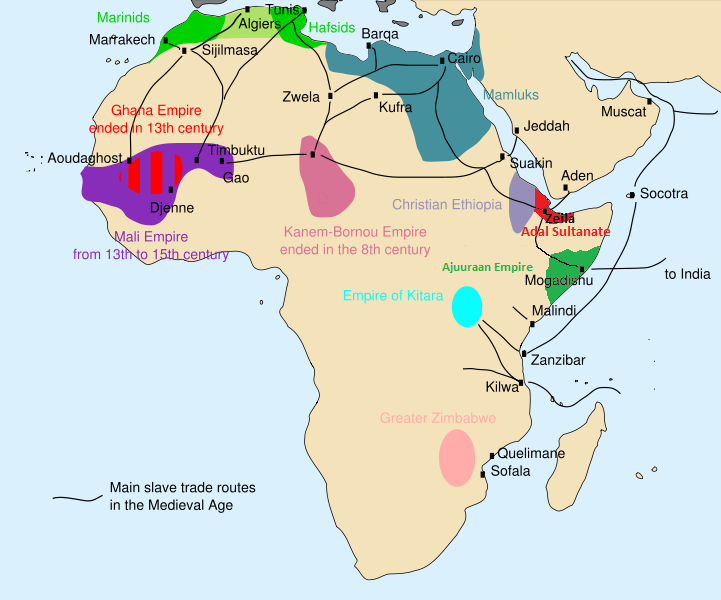
أفريقيا القرن الثالث عشر - خريطة الطرق التجارية الرئيسية والولايات والممالك والإمبراطوريات

في سينيجامبيا، بين 1300 و 1900، كان ما يقرب من ثلث السكان مستعبدين. في أوائل الدول الإسلامية في غرب السودان، بما في ذلك غانا (750-1076)، مالي (1235-1645)، سيجو (1712-1861)، وسونغهاي (1275-1591)، كان حوالي ثلث السكان مستعبدين. كان نصف السكان يتألفون من العبيد في سيراليون في القرن التاسع عشر . في القرن التاسع عشر استُعبد نصف السكان على الأقل في الكاميرون، والإيبو وشعوب أخرى في النيجر السفلى، والكونغو، ومملكة كاسانجي وشوكوي من أنغولا. كان ثلث السكان يتألفون من العبيد من بين أشانتي واليوروبا. ربما كان 40 ٪ في بورنو (1396-1893). يتألف ثلثي جميع سكان دول الجهاد الفولانيبين 1750 و 1900 من العبيد. كان نصف عدد سكان خلافة صكتو التي شكلتها الهوسا في شمال نيجيريا والكاميرون عبيد في القرن التاسع عشر. وتشير التقديرات إلى أن ما يصل إلى 90 ٪ من سكان عرب زهازيبي كانوا مستعبدين. استعبد ما يقرب من نصف سكان مدغشقر.
وقد قدرت جمعية مكافحة العبودية أنه كان هناك 2,000,000 عبد في أوائل ثلاثينيات إثيوبيا، من أصل ما يقدر بنحو 8 إلى 16 مليون. استمرت العبودية في إثيوبيا حتى فترة الحرب الإيطالية الحبشية الثانية القصيرة في أكتوبر 1935، عندما ألغيت بأمر من قوات الاحتلال الإيطالية. ردا على ضغط الحلفاء الغربيين في الحرب العالمية الثانية، ألغت إثيوبيا رسميا العبودية والقنانة بعد استعادة استقلالها في عام 1942. وفي 26 أغسطس 1942 أصدر هيلا سيلاسي إعلانا يحظر العبودية.
عندما تم فرض الحكم البريطاني لأول مرة على صكتو الخلافة والمناطق المحيطة بها في شمال نيجيريا في مطلع القرن العشرين،
```
كان ما يقرب من مليوني إلى 2.5 مليون شخص هناك من العبيد.
[
29
]
 تم في النهاية حظر العبودية في شمال نيجيريا في عام 1936.
[
30
]
```

### جنوب الصحراء الكبرى

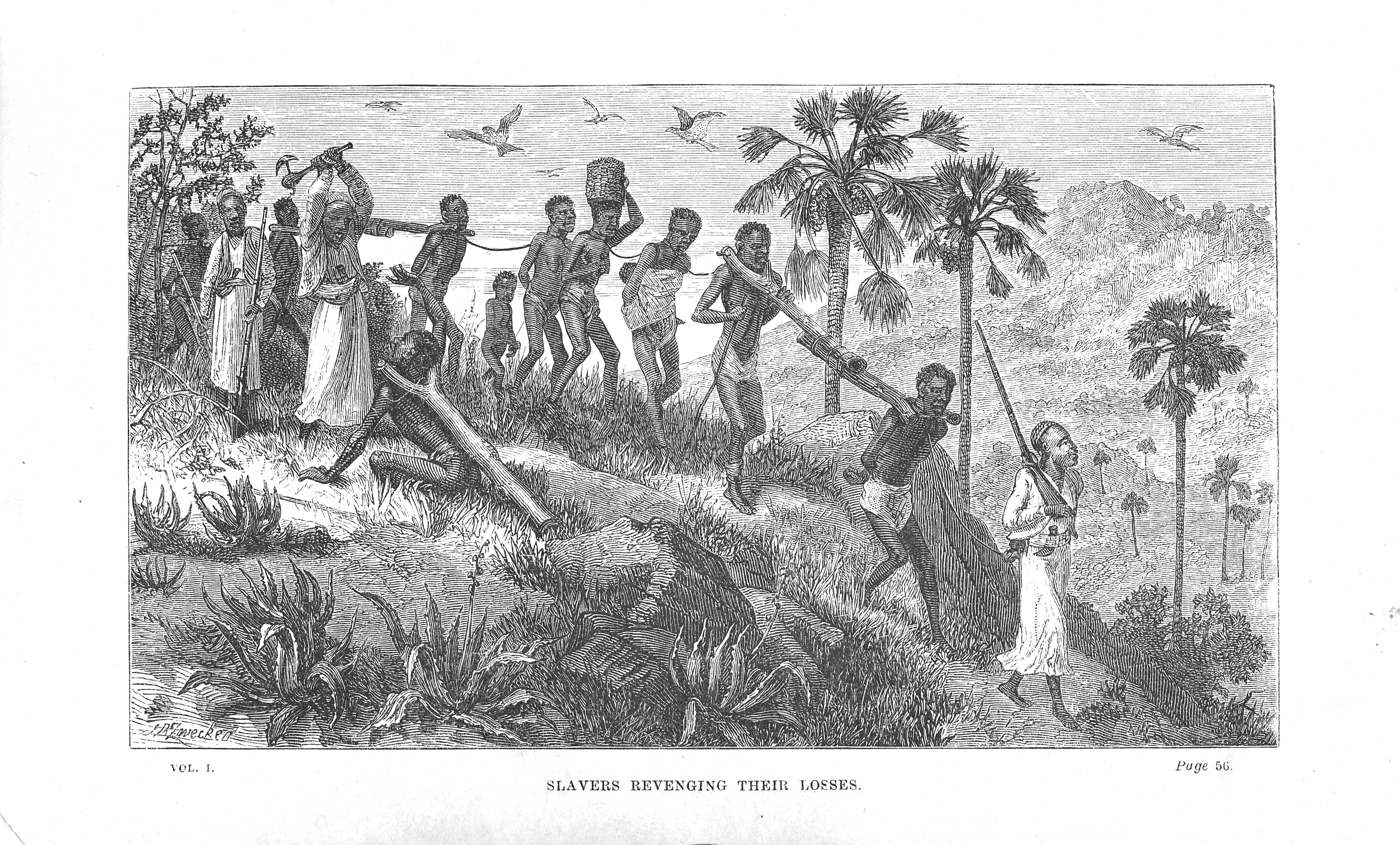
نقش القرن التاسع عشر يوضح تجار الرقيق العرب وأسرهم على طول نهر روفوما (في تنزانيا وموزامبيق اليوم).

يقدر ليفنجستون أن 80,000 أفريقي ماتوا كل عام قبل أن يصلوا إلى أسواق العبيد في زنجبار. كانت زنجبار في يوم من الأيام ميناء رئيسي لتجارة الرقيق في شرق أفريقيا، وفي ظل العرب العمانيين في القرن التاسع عشر، كان ما يقرب من 50 ألف من العبيد يعبرون المدينة كل عام.

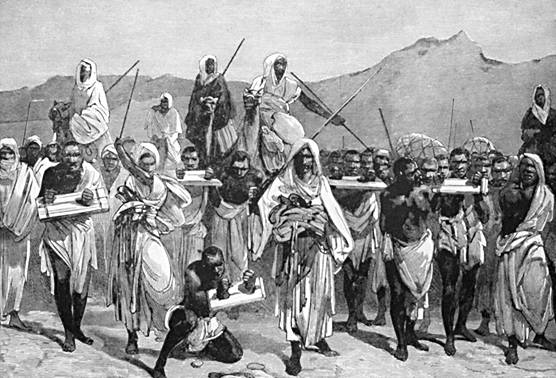
قافلة تجارة الرقيق العربية تنقل العبيد الأفارقة عبر الصحراء.

أدى تزايد وجود المنافسين الأوروبيين على طول الساحل الشرقي إلى تركيز التجار العرب على طرق قوافل الرقيق عبر الصحراء من منطقة الساحل إلى شمال إفريقيا. أفاد المستكشف الألماني غوستاف ناختيغال أنه شاهد قوافل العبيد التي غادرت من كوكاوا في بورنو متجهة إلى طرابلس ومصر في عام 1870. ومثلت تجارة الرقيق المصدر الرئيسي للإيرادات في ولاية بورنو في أواخر عام 1898. ولم تتعاف قط ديموغرافيًا المناطق الشرقية من جمهورية أفريقيا الوسطى من تأثير غارات القرن التاسع عشر في السودان وما زالت الكثافة السكانية أقل من شخص واحد / كم². خلال سبعينيات القرن التاسع عشر، تسببت المبادرات الأوروبية ضد تجارة الرقيق في أزمة اقتصادية في شمال السودان، مما عجل في صعود القوات المهدية. خلق انتصار المهدي دولة إسلامية، وهي الدولة التي أعادت العبودية بسرعة.

### شمال أفريقيا

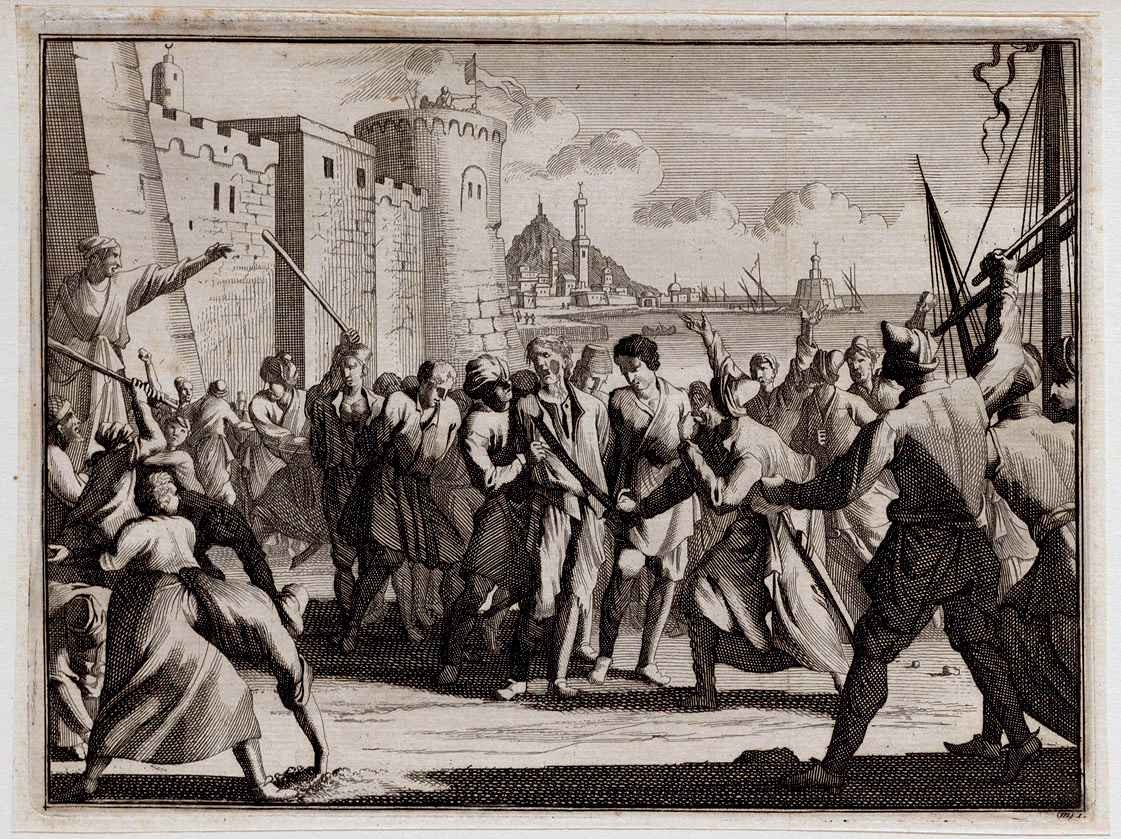
العبيد المسيحيون في الجزائر العاصمة، 1706

في الجزائر خلال فترة إيالة الجزائر في شمال أفريقيا في القرن التاسع عشر، أُسر 1.5 مليون مسيحي وأوروبي وأجبروا على العبودية. أدى ذلك في نهاية المطاف إلى قصف البريطانيين والهولنديين للجزائر العاصمة في عام 1816، مما اضطر الداي إلى تحرير العديد من العبيد.

### العصور الحديثة
تم الإبلاغ عن تجارة الأطفال في نيجيريا الحديثة وبنين.استمرت عبودية المزار في أجزاء من غانا، وتوغو، وبنين، على الرغم من كونه غير قانوني في غانا منذ عام 1998. في هذا النظام من الطقوس الشعائرية، يتم إعطاء الفتيات الصغيرات العبيد إلى المزارات التقليدية ويستخدمها الكهنة جنسياً بالإضافة إلى توفير العمل الحر للضريح.
أفاد مقال نشر في مجلة الشرق الأوسط الربع سنوية في عام 1999 أن العبودية مستوطنة في السودان. تقديرات عمليات الاختطاف خلال الحرب الأهلية السودانية الثانية تتراوح بين 14000 إلى 200000 شخص.
أثناء الصراع في دارفور الذي بدأ في عام 2003، اختطف الجنجويد العديد من الناس وبيعوا كرقيق كعمال زراعيين وخدم في المنازل وعبيد جنس.
```
تعتبر العبودية ظاهرة حالية أيضًا في 
النيجر
. وقد وجدت دراسة النيجريين أن أكثر من 800,000 شخص مستعبد، أي ما يقرب من 8 ٪ من السكان.
[
41
]
[
42
]
[
43
]
 قامت النيجر بتثبيت حكم يحارب العبودية في عام 2003.
[
44
]
[
45
]
 في حكم بارز في عام 2008، أعلنت محكمة العدل التابعة 
للجماعة الاقتصادية لدول غرب إفريقيا
 (ECOWAS) أن جمهورية النيجر فشلت في حماية هاديجاتو ماني كوراو من العبودية، وحصلت على 10,000,000 فرنك ماليزي (حوالي 20,000 دولار أمريكي) كتعويضات.
[
46
]
```

الاستعباد الجنسي والعمل القسري شائعان في جمهورية الكونغو الديمقراطية.
ينتمي العديد من الأقزام في جمهورية الكونغو من الولادة إلى بانتوس في نظام العبودية.
وفقا لوزارة الخارجية الأمريكية، كان هناك أكثر من 109,000 طفل يعملون في مزارع الكاكاو وحدها في ساحل العاج في «أسوأ أشكال عمالة الأطفال» في عام 2002.
في ليلة 14-15 أبريل 2014، هاجمت مجموعة من المسلحين مدرسة ثانوية حكومية للبنات في شيبوك، نيجيريا. اقتحموا المدرسة متظاهرين بأنهم حراس،  أخبروا الفتيات بالخروج والقدوم معهم. تم نقل عدد كبير من الطالبات بعيدًا في الشاحنات، وربما إلى منطقة كوندوجا بغابة سامبيسا حيث كان من المعروف أن بوكو حرام لديها معسكرات محصنة. كما تم حرق المنازل في شيبوك في الحادث. طبقاً للشرطة، تم أخذ ما يقرب من 276 طفلة في الهجوم، حيث هرب منهم 53 حتى 2 مايو. وذكرت تقارير أخرى أن 329 فتاة اختُطِفت، و 53 هربن و 276 لا يزالون في عداد المفقودين. أجبر الطلاب على اعتناق الإسلام والزواج من أعضاء بوكو حرام. تم نقل العديد من الطالبات إلى البلدان المجاورة في تشاد والكاميرون، حيث أفادت تقارير عن قيام الطالبات بعبور الحدود مع المقاتلين، ومشاهدة الطالبات من قبل القرويين الذين يعيشون في غابة سامبيسا، التي تعتبر ملجأ لبوكو حرام.
في 5 مايو / أيار 2014، أذيع شريط فيديو وزعم فيه زعيم جماعة بوكو حرام - أبو بكر شكاو- مسؤوليته عن عمليات الاختطاف. ادعى شاكو أن "الله أمرني ببيعهم ... سأقوم بتنفيذ تعليماته"  ويسمح ديني بالعبودية، وسأقتني الناس وأجعلهم عبيد". قال إنه لا يجب أن تكون الفتيات في المدرسة وأن كان يجب أن يتزوجن بدلاً من ذلك لأن الفتيات في سن التاسعة يناسبن الزواج.

### تجارة الرقيق الليبي
خلال الحرب الأهلية الليبية الثانية، بدأ الليبيون في الاستيلاء على  بعض المهاجرين الأفارقة من جنوب الصحراء الذين حاولوا الوصول إلى أوروبا عبر ليبيا وبيعهم في أسواق العبيد. وكثيراً ما يتم تحرير العبيد إلى عائلاتهم بعد دفع الفدية، قد يتعرضون للتعذيب، ويجبرون على العمل، وأحيانًا على العمل حتى الموت، وفي نهاية المطاف قد يتم إعدامهم أو تركهم للتضور جوعًا إذا لم يتم السداد بعد فترة من الزمن. غالباً ما يتم اغتصاب النساء واستخدامهن كعبيد جنس وبيعهن لبيوت الدعارة.
العديد من الأطفال المهاجرين عانوا أيضا من سوء المعاملة واغتصاب الأطفال في ليبيا.

## الشرق الأوسط
في الشرق الأدنى القديم وآسيا الصغرى كان الرق ممارسة شائعة، يعود إلى أقدم الحضارات المسجلة في العالم مثل سومر وعلام ومصر القديمة و أكاد وأشوروإيبلا وبابل، وكذلك هوتي والحثيين وحوريين والميكانيون اليونان ولوويين والكنعانيون والإسرائيليون والأموريت والفينيقيون والآراميون والعمون و البيزنطية والفلسطينيون ومدس والفارسيين وفريجيا والأرمن.
تطورت العبودية في الشرق الأوسط لأول مرة من ممارسات العبودية في الشرق الأدنى القديم،  وكانت هذه الممارسات مختلفة جذريا في بعض الأحيان، وهذا يتوقف على عوامل اجتماعية سياسية مثل تجارة الرقيق العربية. يوجد اثنين من التقديرات التقريبية من قبل العلماء عن عدد العبيد على مدى اثني عشر قرنا في الأراضي المسلمة هي 11.5 مليون  و 14 مليون.
بموجب الشريعة (الشريعة الإسلامية)،  يمكن لأسرى الحرب أن يصبحوا عبيد لكنهم فقط من غير المسلمين. وشجّع الإسلام علي تحرير العبيد كطريقة لتكفير الخطايا. العديد من المتحولين المبكرين إلى الإسلام كانوا من العبيد الفقراء مثل بلال بن رباح الحبشي.

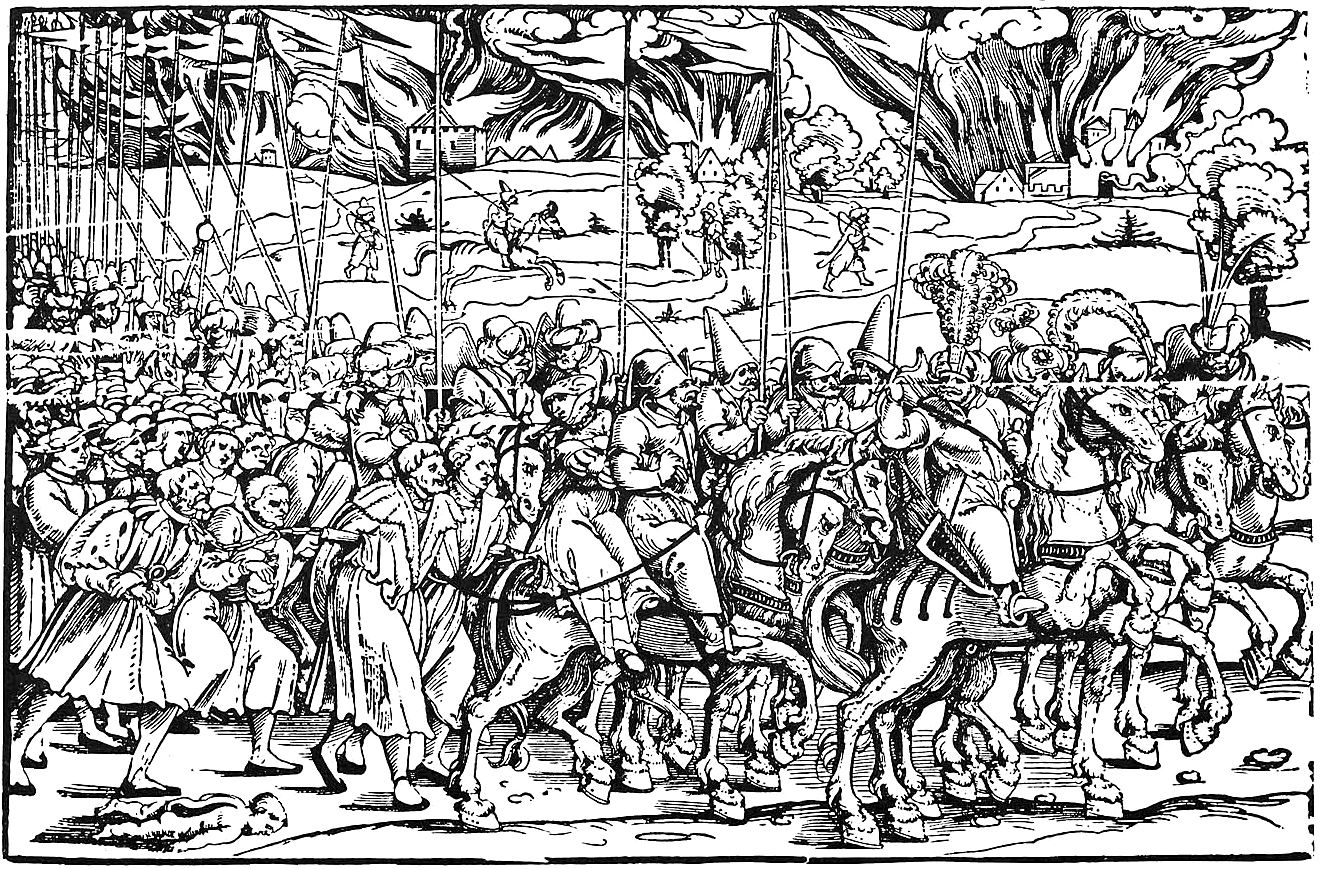
الأتراك العثمانيين مع الأسرى ، بعد 1530

كانت العبودية جزءًا قانونيًا ومهمًا من اقتصاد الإمبراطورية العثمانية والمجتمع العثماني  إلى أن تم حظر العبودية من القوقازيين في أوائل القرن التاسع عشر، على الرغم من السماح بعبيد من مجموعات أخرى. في القسطنطينية (إسطنبول الحالية) -المركز الإداري والسياسي للإمبراطورية-  تألف حوالي خمس السكان من العبيد في 1609. حتى بعد عدة إجراءات لحظر العبودية في أواخر القرن التاسع عشر، استمرت هذه الممارسة غير منضبطة إلى حد كبير في أوائل القرن العشرين. في أواخر عام 1908، كان ما يزال يتم بيع العبيد الإناث في الإمبراطورية العثمانية. العبودية الجنسية كانت جزءًا أساسيًا من نظام العبيد العثماني طوال تاريخ المؤسسة.
واستمرت تجارة الرقيق العربية أو الإسلامية لفترة أطول بكثير من تجارة الرقيق الأطلسية أو الأوروبية:"لقد بدأت في منتصف القرن السابع وتستمر اليوم في موريتانيا والسودان. مع تجارة الرقيق الإسلامية، نتحدث عن 14 قرنا بدلا من أربعة ". علاوة على ذلك، «في حين كانت النسبة بين الجنسين في العبيد في التجارة الأطلسية ذكرين لكل أنثى، في التجارة الإسلامية، كانت اثنتان من الإناث لكل ذكر»، وفقًا لرونالد سيغال 

### تجارة الرقيق في الدولة الإسلامية في العراق والشام
وفقا لتقارير وسائل الإعلام من أواخر عام 2014، كانت الدولة الإسلامية في العراق والشام (ISIL) تبيع النساء الأيزيديات والمسيحيات كإماء. وفقا لهالة اسفندياري من مركز وودرو ويلسون الدولي للباحثين، بعد أن يستولى متشددو داعش على منطقة «عادة ما يأخذون النساء المسنات إلى سوق مؤقتة للعبيد ويحاولون بيعها». في منتصف أكتوبر 2014 قد قدرت الأمم المتحدة أن ما بين 5000 إلى 7000 من النساء والأطفال الأيزيدية قد تم اختطافهم من قبل داعش وتم بيعهم. في المجلة الرقمية «دابق»، تزعمت داعش التبرير الديني لاستعباد النساء الأيزيدية اللواتي يعتبرن من الطائفة الهرطقية. ادعى تنظيم الدولة الإسلامية أن اليزيديين هم عبدة الأوثان واستعبادهم هو جزء من الممارسة الشرعية القديمة لغنائم الحرب. ووفقًا لصحيفة وول ستريت جورنال، تستخدم داعش هذه الممارسات «مبررًا لأحد الأحاديث التي يفسرونها على أنها تجسد إحياء العبودية كنذير لنهاية العالم».
أعلنت داعش إحياء العبودية كمؤسسة. في عام 2015 كانت أسعار الرقيق الرسمية التي حددها تنظيم الدولة الإسلامية هي التالية:
- ويباع الأطفال الذين تتراوح اعمارهم بين عام واحد و 9 سنوات مقابل 200 الف دينار (169 دولارا).
- النساء والأطفال من 10 إلى 20 سنة مقابل 150,000 دينار (127 دولار).
- النساء من 20 إلى 30 سنة مقابل 100,000 دينار (85 دولار).
- النساء من 30 إلى 40 سنة مقابل 75 ألف دينار (63 دولار).
- النساء من 40 إلى 50 سنة مقابل 50,000 دينار (42 دولار). ومع ذلك تم بيع بعض العبيد مقابل القليل من علب السجائر.[118] تم بيع عبيد الجنس إلى المملكة العربية السعودية ودول الخليج العربي الأخرى وتركيا.[119][120]

## آسيا

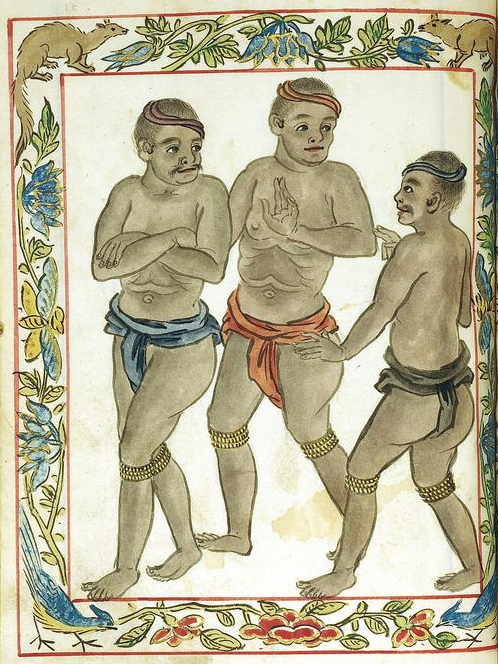
لوحة في Boxer Codex ربما تصور alipin (العبيد) في الفلبين ما قبل الاستعمارية.

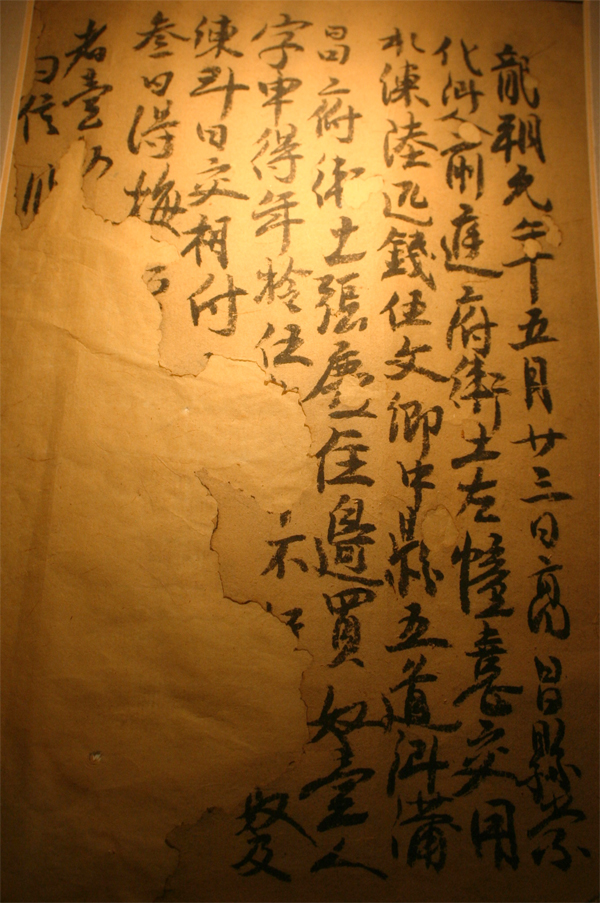
عقد من سلالة تانغ يسجل شراء عبد يبلغ من العمر 15 عامًا مقابل ستة براغي من الحرير العادي وخمس عملات معدنية صينية.

لقد وجدت العبودية في جميع أنحاء آسيا، وما زالت أشكال العبودية قائمة حتى اليوم.

### العصر الكلاسيكي

#### الهند القديمة
يختلف العلماء حول ما إذا كان العبيد ومؤسسة العبودية موجودة في الهند القديمة أم لا. لا تحتوي هذه الكلمات الإنجليزية على مكافئ مباشر ومقبول عالميًا باللغة السنسكريتية أو اللغات الهندية الأخرى، ولكن بعض العلماء يترجمون كلمة داسا، التي وردت في نصوص مثل مانو سمريتي،  كعبيد. يقدم المؤرخون القدماء الذين زاروا الهند أقرب الأفكار إلى طبيعة المجتمع الهندي والاستعباد في الحضارات القديمة الأخرى. على سبيل المثال، كتب المؤرخ اليوناني أريان الذي أرخ الهند في وقت الإسكندر الأكبر، في كتابه في Indika 

#### الصين القديمة
- سلالة تشين (221-206 قبل الميلاد): يصبح الرجال المحكوم عليهم بالإخصاء عبيدًا لأهل الدولة في كين، ونتيجة لذلك تم استخدامهم للقيام بأعمال السخرة، في مشاريع مثل جيش تيراكوتا.[124] صادرت حكومة تشين الملكية واستعبدت عائلات أولئك الذين حصلوا على الإخصاء كعقاب على الاغتصاب.[125] تم حرمان العبيد من حقوقهم وعلاقاتهم بعائلاتهم.[126]
- سلالة هان (220 AD 206 قبل الميلاد): وكانت واحدة من الأعمال الأولى للإمبراطور قاو للتحرر من عبودية العمال الزراعيين الذين كانوا مستعبدين خلال فترة الدول المتحاربة، على الرغم من خدم المنازل الاحتفاظ ضعهم. كما تم استخدام الرجال الذين يعاقبون بالإخصاء أثناء عهد أسرة هان للعمل كعبيد.[127] واستمرارا للقوانين السابقة، وضعت سلالة هان قواعد قانونية تنص على أن ممتلكات وأسر المجرمين الذين قاموا بثلاث سنوات من الأشغال الشاقة أو المحكوم عليهم بالإخصاء كانوا قد استولوا على أسرهم واحتفظوا بها كممتلكات من قبل الحكومة.[128]

### العصور الوسطى

#### الهند
أدت الغزوات الإسلامية التي بدأت في القرن الثامن، إلى استعباد مئات الآلاف من الهنود من قبل الجيوش الغازية، وهي واحدة من أقدم الجيوش التابعة للقائد الأموي محمد بن قاسم. تولي قطب الدين أيباك السلطة، وهو عبد تركي بعد وفاة سيده. كما تم جلب العديد من العبيد إلى الهند عن طريق تجارة المحيط الهندي.
في أوائل القرن الحادي عشر، قال المؤرخ العربي العتيبي أنه في عام 1001 قامت جيوش محمود غزنة بغزو بيشاور ووايهاد (عاصمة غاندهارا) بعد معركة بيشاور (1001) "في وسط أرض من هندوستان "، واستولت على حوالي 100,000 من الشباب. في وقت لاحق، في أعقاب بعثته الثانية عشرة إلى الهند في الفترة 1018-1919، ورد أن محمود قد عاد مع عدد كبير من العبيد بحيث تم تخفيض قيمتهم إلى 2 إلى 10 دراهم فقط لكل منهم. هذا السعر منخفض بشكل غير عادي، وفقا ل "العتيبي"، " كان يأتي التجار من المدن البعيدة لشرائهم. في وقت لاحق، خلال فترة سلطنة دلهي (1206-1555) كثرت الإشارات إلى وفرة العبيد الهنود ذوي الأسعار المنخفضة. يعزو ليفي هذا في المقام الأول إلى الموارد البشرية الهائلة في الهند، مقارنة بجيرانه في الشمال والغرب (بلغ عدد سكان المغول في الهند حوالي 12 إلى 20 ضعف عدد سكان توران وإيران في نهاية القرن السادس عشر).
يُشار إلى أن سلطان باهمان الأول، علاء الدين بهمان شاه، قد أسر 1000 فتاة تغني وترقص من المعابد الهندوسية بعد أن حارب زعماء الكارناتيك في الشمال. واستعبد بهمنيس في وقت لاحق النساء والأطفال المدنيين في الحروب، تم تحويل الكثير منهم إلى الإسلام في الأسر. لاحظ مورلاند في الإمبراطورية المغولية أنه «كان من المناسب غارة قرية أو مجموعة من القرى دون أي تبرير واضح، وحمل السكان كعبيد».
أثناء حكم شاه جهان، اضطر العديد من الفلاحين إلى بيع نساءهم وأطفالهم لتلبية مصاريف الأرض. ألغيت العبودية رسميًا في الهند البريطانية بموجب قانون العبودية الهندية V لعام 1843. ومع ذلك، في الهند الحديثة وباكستان ونيبال، هناك الملايين من العمال المستعبدين، الذين يعملون كعبيد لسداد الديون.

#### الصين
اشترت أسرة تانغ العبيد الغربيين من اليهود الرادانيين. استعبد الجنود والقراصنة الصينيون والكوريين والأتراك والفرس والإندونيسيين وأشخاص من منغوليا الداخلية وآسيا الوسطى وشمال الهند. أكبر مصدر للعبيد جاء من القبائل الجنوبية ، بما في ذلك التايلنديين والسكان الأصليين من المقاطعات الجنوبية من فوجيان، وقوانغدونغ، وقوانغشي، وقويتشو. كما تم شراء الملايو والخمير والهنود والأفارقة السود كعبيد في عهد أسرة تانغ. كان الرق سائدا حتى أواخر القرن التاسع عشر وأوائل القرن العشرين في الصين. كانت جميع أشكال العبودية غير قانونية في الصين منذ عام 1910.

### العصر الحديث

#### اليابان
كان الرق في اليابان بالنسبة لمعظم تاريخه من السكان الأصليين، حيث كانت صادرات واستيراد العبيد مقيدة باليابان كونها مجموعة من الجزر. في اليابان في أواخر القرن السادس عشر، تم حظر الرق رسميا، لكن أشكال التعاقد والعمل المستديم استمرت جنباً إلى جنب مع فترة العمل الجبري في قوانين العقوبات. خلال الحرب الصينية اليابانية الثانية وحرب المحيط الهادئ، استخدم الجيش الياباني الملايين من المدنيين وأسرى الحرب من عدة بلدان كعمال قسريين.

#### كوريا
في كوريا ألغيت العبودية رسميًا مع إصلاح جابوعام 1894.  في أوقات ضعف الحصاد والمجاعة خلال فترة جوسون، باع العديد من الفلاحين أنفسهم طواعيةً في النظام النوبي من أجل البقاء.

#### جنوب شرق آسيا
في جنوب شرق آسيا، كان هناك طبقة كبيرة من العبيد في إمبراطورية الخمير الذين قاموا ببناء المعالم الدائمة في أنغكور وات وقاموا بمعظم العمل الثقيل. بين القرن السابع عشر وأوائل القرن العشرين، كان ربع إلى ثلث سكان بعض مناطق تايلاند وبورما عبيداً. ووفقاً لمنظمة العمل الدولية (ILO)، فإن ما يقدر بنحو 800,000 شخص خضعوا للعمل القسري في ميانمار.
كانت تمارس العبودية في الفلبين من قبل الشعوب الأسترونيزية القبلية التي سكنت الجزر المتنوعة ثقافيا. نفذت الدول الإسلامية المجاورة غارات العبيد من القرن السابع عشر حتى القرن التاسع عشر في المناطق الساحلية لخليج تايلاند وجزر الفلبين. كان العبيد في مجتمع توراجا في إندونيسيا ممتلكات عائلية. أصبح الناس عبيد عندما تكبدوا ديونا. كما يمكن أخذ العبيد أثناء الحروب، وكان تداول الرقيق شائعاً. تم بيع عبيد تراجان وشحنهم إلى جاوة وسيام. يستطيع العبيد شراء حريتهم، لكن أطفالهم كانوا يرثون وضع العبيد. ألغي الرق في عام 1863 في جميع المستعمرات الهولندية.

## أوروبا

### العصر الكلاسيكي

#### اليونان القديمة
سجلات العبودية في اليونان القديمة تعود إلى اليونان الميسينية. الأصول غير معروفة، ولكن يبدو أن العبودية كانت جزءًا مهمًا من الاقتصاد والمجتمع فقط بعد إنشاء المدن. كان الرق ممارسة شائعة ومكونًا لا يتجزأ من اليونان القديمة، كما كان في مجتمعات أخرى في ذلك الوقت، بما في ذلك إسرائيل القديمة. تشير التقديرات إلى أن غالبية المواطنين في أثينا كانوا يملكون عبداً واحداً على الأقل. واعتبر معظم الكتاب القدماء أن العبودية ليست طبيعية فحسب بل ضرورية، لكن بعض الجدل المنعزل بدأ يظهر، لا سيما في الحوارات السقراطية. أصدر الرواقيون أول إدانة للعبودية المسجلة في التاريخ.

##### روما
ورث الرومان مؤسسة العبودية من اليونانيين والفينيقيين. ومع توسع الجمهورية الرومانية إلى الخارج، استعبدت مجموعات سكانية كاملة، مما يضمن توفر عدد وافر من العمال للعمل في مزارع روما ومحاجرها ومنازلها. جاء الناس الذين تعرضوا للعبودية الرومانية من جميع أنحاء أوروبا والبحر الأبيض المتوسط. أدى هذا الاضطهاد من قبل أقلية النخبة في نهاية المطاف إلى ثورات العبيد. كانت الحرب الخبيثة الثالثة بقيادة سبارتاكوس هي الأكثر شهرة وشدة. كان اليونانيون والبربر والألمان والبريطانيين والسلاف والتراقيون والغالس (أو الكيلت) واليهود والعرب والعديد من المجموعات العرقية مستعبدين لاستخدامهم في العمل، وأيضاً للتسلية (مثل المصارعون والعبيد الجنسيون). إذا هرب أحد العبيد، كان عرضة للصلب.

##### القبائل السلتية
كانت القبائل السلتية  تسجل في أوروبا من قبل العديد من المصادر الرومانية باعتبارها مالكة العبيد. غير أن نطاق العبودية في أوروبا ما قبل التاريخ ليس معروفًا جيدًا.

#### العصور الوسطي
أدت فوضى الغزو والحرب المتكررة إلى قيام الأحزاب المنتصرة بأخذ العبيد عبر أوروبا في أوائل العصور الوسطى. احتج القديس باتريك -الذي تم القبض عليه وباعته كعبد- ضد هجوم استعبد المسيحيين المعتمدين حديثًا في «رسالة إلى جنود كوروتيكوس». كسلعة متداولة عادة، مثل الماشية. كان  العبيد شكلا من أشكال العملة الداخلية أو عبر الحدود. كان للرق خلال العصور الوسطى المبكرة العديد من المصادر المتميزة.
هاجم الفايكنج عبر أوروبا، واستغلوا معظم العبيد في غارات على الجزر البريطانية وأوروبا الشرقية. في حين أن الفايكنج احتفظوا ببعض العبيد كخدم، وباعوا معظم الأسرى في الأسواق البيزنطية أو الإسلامية. كان السكان المستهدفين في الغرب  في المقام الأول هم الإنجليزيين والأيرلنديين والاسكتلنديين. انتهت تجارة الرقيق في الفايكنغ ببطء في القرن الحادي عشر ، حيث استقر الفايكنج في الأراضي الأوروبية التي كانوا قد داهموها ذات يوم. حولوا الأقنان إلى المسيحية واندمجوا مع السكان المحليين.
في أوروبا الوسطى وتحديداً الإمبراطورية الرومانية الفرنجة / الألمانية / المقدسة لشارلمان، أدت الغارات والحروب علي الشرق إلى توفير إمدادات ثابتة من العبيد من الأسرى السلافيين في هذه المناطق. ظهرت سوق لهؤلاء العبيد بسرعة بسبب ارتفاع الطلب على العبيد في الإمبراطوريات الإسلامية الثرية في شمال أفريقيا، وإسبانيا، والشرق الأدنى، وخاصة للعبيد المنحدرين من أصول أوروبية. كان هذا السوق مربحًا للغاية، حيث أدى إلى ازدهار اقتصادي في وسط وغرب أوروبا، يُعرف اليوم باسم النهضة الكارولنجية. امتدت فترة ازدهار العبيد هذه من الفتوحات الإسلامية المبكرة إلى العصور الوسطى العليا، لكنها انخفضت في العصور الوسطى اللاحقة مع تلاشي العصر الذهبي الإسلامي.
أدت الحروب البيزنطية العثمانية والحروب العثمانية في أوروبا إلى أخذ أعداد كبيرة من العبيد المسيحيين واستخدامها أو بيعها في العالم الإسلامي أيضًا. بعد معركة ليبانتو، حرر المنتصرون حوالي 12000 عبد مسيحي من الأسطول العثماني.
وبالمثل، باع المسيحيين العبيد المسلمين الذين تم أسرهم في الحرب. وهاجمت جماعة فرسان مالطا القراصنة والمسلمين، وأصبحت قاعدتهم مركزا لتجارة الرقيق، وبيع سكان شمال أفريقيا والأتراك المحتجزين. ظلت مالطة سوقًا للعبيد حتى أواخر القرن الثامن عشر.
حظرت بولندا العبودية في القرن الخامس عشر. في ليتوانيا، ألغيت العبودية رسميًا في عام 1588. ظلت العبودية مؤسسة صغيرة في روسيا حتى عام 1723، عندما حول بطرس الأكبر العبيد المنزليين إلى أقنان بالمنزل. تم تحويل العبيد الزراعيين الروس رسميا إلى أقنان في وقت سابق، في عام 1679. شكلت الأقنان الروسية الهاربة مجتمعات ذاتية الحكم في سهوب الجنوب، حيث أصبحت تعرف باسم القوزاق (بمعنى «الخارجين عن القانون»).

##### القراصنة البربرية والمروج المالطية

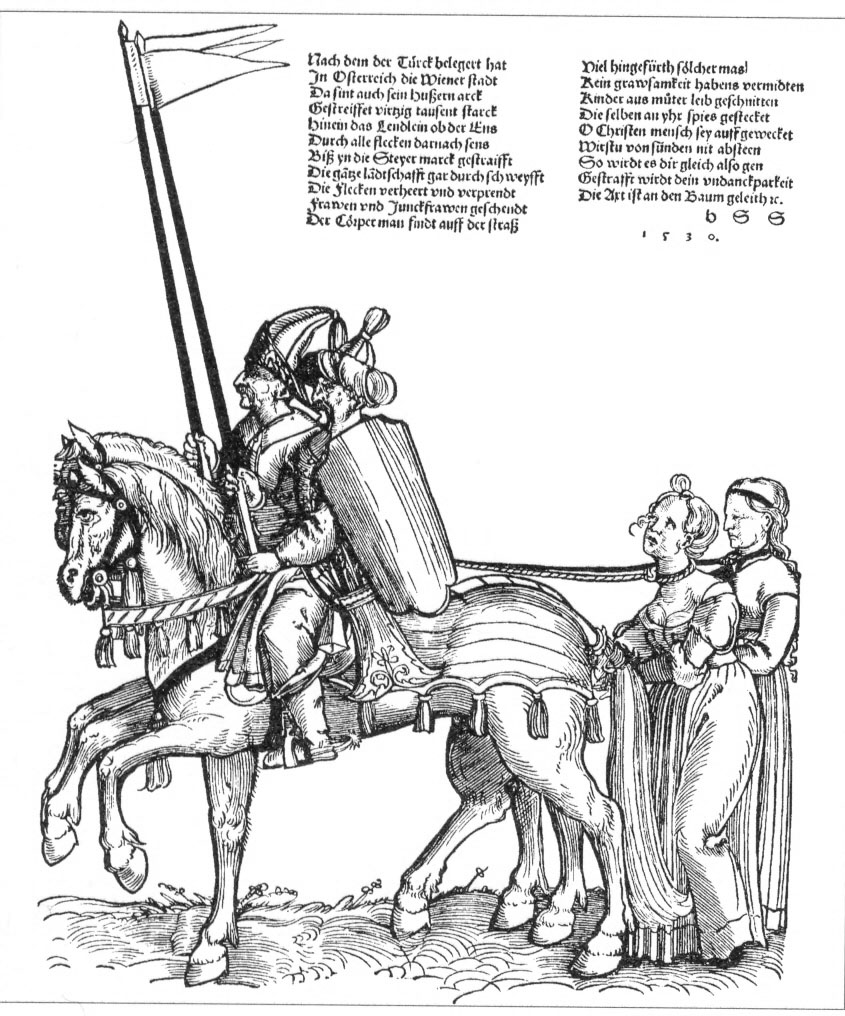
أدت التقدمات العثمانية إلى نقل العديد من المسيحيين الأسير إلى الأراضي الإسلامية.

قام كل من القراصنة البربريين وسلاح البحر المالطي بشراء العبيد من التجار الأوروبيين، وغالباً من اليهود الرادحنيين، إحدى المجموعات القليلة التي كانت تستطيع التنقل بسهولة بين العالمين المسيحي والإسلامي. تعود سجلات المشاركة اليهودية في تجارة الرقيق إلى القرن الخامس. . كتبت أوليفيا ريمي كونستابل: «جلب التجار المسلمين واليهود العبيد إلى الأندلس من أوروبا الشرقية وإسبانيا المسيحية، ثم أعادوا تصديرهم إلى مناطق أخرى من العالم الإسلامي».

##### فينيسيا
في أواخر العصور الوسطى، من 1100 إلى 1500، استمرت تجارة الرقيق الأوروبية، مع وجود تحول من التركيز على الدول الإسلامية الغربية في غرب البحر المتوسط إلى الولايات الشرقية المسيحية والإسلامية. سيطرت دولتا فينيسيا وجنوة على شرق البحر الأبيض المتوسط من القرن الثاني عشر والبحر الأسود من القرن الثالث عشر. باعوا كل من العبيد السلافيين والعبيد البلطيقين، وكذلك الجورجيين والأتراك والمجموعات العرقية الأخرى في البحر الأسود والقوقاز. بيع العبيد الأوروبيين من قبل الأوروبيين انتهى ببطء مع المجموعات العرقية السلافية والبلطيقية المسيحية في أواخر العصور الوسطى. لم يكن العبيد الأوروبيون يُورثون، وبالتالي كانوا أقرب إلى العمل الجبري، أو العبودية الملزمة.
في أربعينيات القرن الثامن عشر، تم بيع الأوروبيين من إيطاليا وإسبانيا والبرتغال وفرنسا وإنجلترا للعبودية من قبل شمال إفريقيا. كما هو موضح في كتاب «العبيد الأبيض المسيحي». وينص هذا الكتاب نفسه على أنه «تم التقليل من العبودية البيضاء أو تجاهلها لأن الأكاديميين فضلوا معاملة الأوروبيين بوصفهم مستعمرين أشرار وليس كضحايا». ومن المرجح أنهم بالغوا في تقدير عدد العبيد المأخوذين. في عام 1575، استولى التتار على أكثر من 35000 أوكراني. تم القبض على حوالي 60,000 الأوكرانيين في 1688. تم تقديم بعض الفدية، ولكن تم بيع معظمهم. تم استعباد بعض من الغجر على مدى خمسة قرون في رومانيا حتى تم الإلغاء في عام 1864.

##### المغول

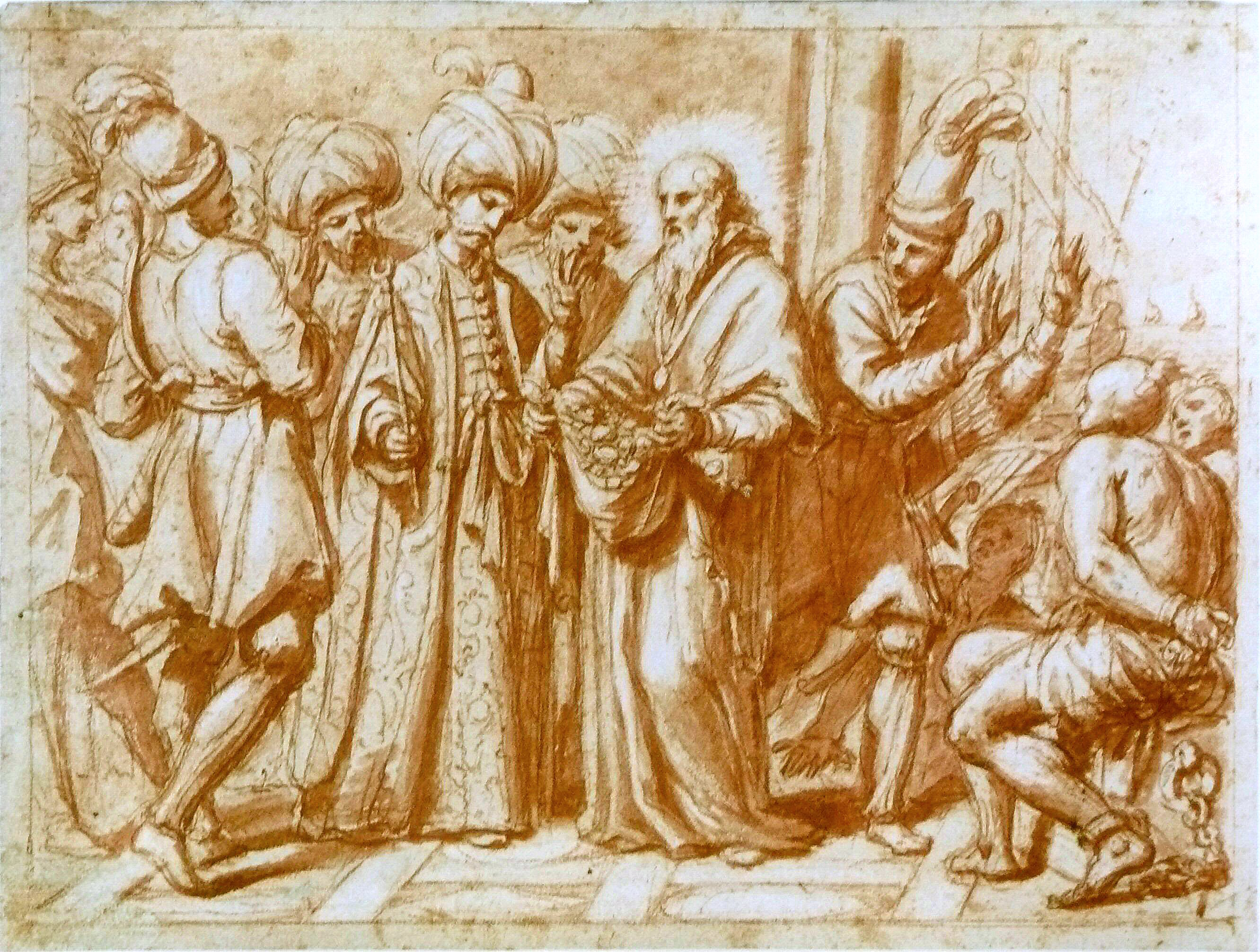
جيوفاني ماريا موراندي، فدية العبيد المسيحيين في أيدي التركية، القرن السابع عشر.

أدت الغزوات والفتوحات المغولية في القرن الثالث عشر أيضاً إلى استعباد العديد من الأسرى. استعبد المغول الأفراد المهرة والنساء والأطفال وقاموا بأخذهم إلى كاراكوروم أو ساراي، حيث تم بيعهم في جميع أنحاء أوراسيا. تم شحن العديد من هؤلاء العبيد إلى سوق الرقيق في نوفغورود.
كانت تجارة الرقيق في أواخر العصور الوسطى في أيدي التجار والكارتلات الفينيسين والجنويين، الذين كانوا يشاركون في تجارة الرقيق مع القبيلة الذهبية. في عام 1382، أصبحت القبيلة الذهبية تحت قيادة خان توكتاميش موسكو، وأحرقت المدينة وحملت آلاف السكان كعبيد. بين عامي 1414 و 1423، تم بيع حوالي 10000 من أرقاء أوروبا الشرقية في البندقية. نظم التجار من جنوى تجارة الرقيق من القرم إلى مصر المملوكية.  قام خانات كازان وأستراخان لسنوات بشكل روتيني بغارات على إمارات روسية على العبيد ونهب البلدات. سجلات روسية تسجل حوالي 40 غارة من قازان على الأراضي الروسية في النصف الأول من القرن السادس عشر.
كانت موسكو مرارا هدفا. هاجمت القوات المشتركة من القرم خان محمد جياري وحلفائه كازان المدينة واستولت على الآلاف من العبيد في عام 1521. هاجم التتار في عام 1571 القرم وأزالوا موسكو، وحرقوا كل شيء ما عدا الكرملين وأخذ الآلاف من الأسرى كعبيد. كان 75 ٪ من السكان في القرم يتألفون من العبيد.

##### الفايكنج والدول الاسكندنافية
في بداية عصر الفايكينغ حوالي 793، غالبًا ما استولى المغيرون الإسكندنافي واستعبدوا الشعوب الأضعف عسكريا التي واجهوها. وكان معظمهم من أوروبا الغربية، ومن بينهم العديد من الفرنجة والفريزيين والأنغلوساكسونيين، وكل من الأيرلنديين والبرتونيين الكلت. سافر العديد من العبيد الأيرلنديين في حملات استعمارية أيسلندا. كما أخذ الإسكندنافيين العبيد الألمان والبلطيقيين والسلافية واللاتينية. كانت تجارة الرقيق أحد أعمدة التجارة النرويجية خلال القرن السادس عشر حتى القرن الحادي عشر. وصف الرحالة الفارسي في القرن العاشر ابن رستاه كيف أن الفايكنج السويديين، الفارانجين أو روس، أرهبوا واستعبدوا السلافيين في غاراتهم على طول نهر الفولغا. في النهاية تم إلغاء نظام الاستعباد في منتصف القرن الرابع عشر في الدول الاسكندنافية.

#### العصر الحديث

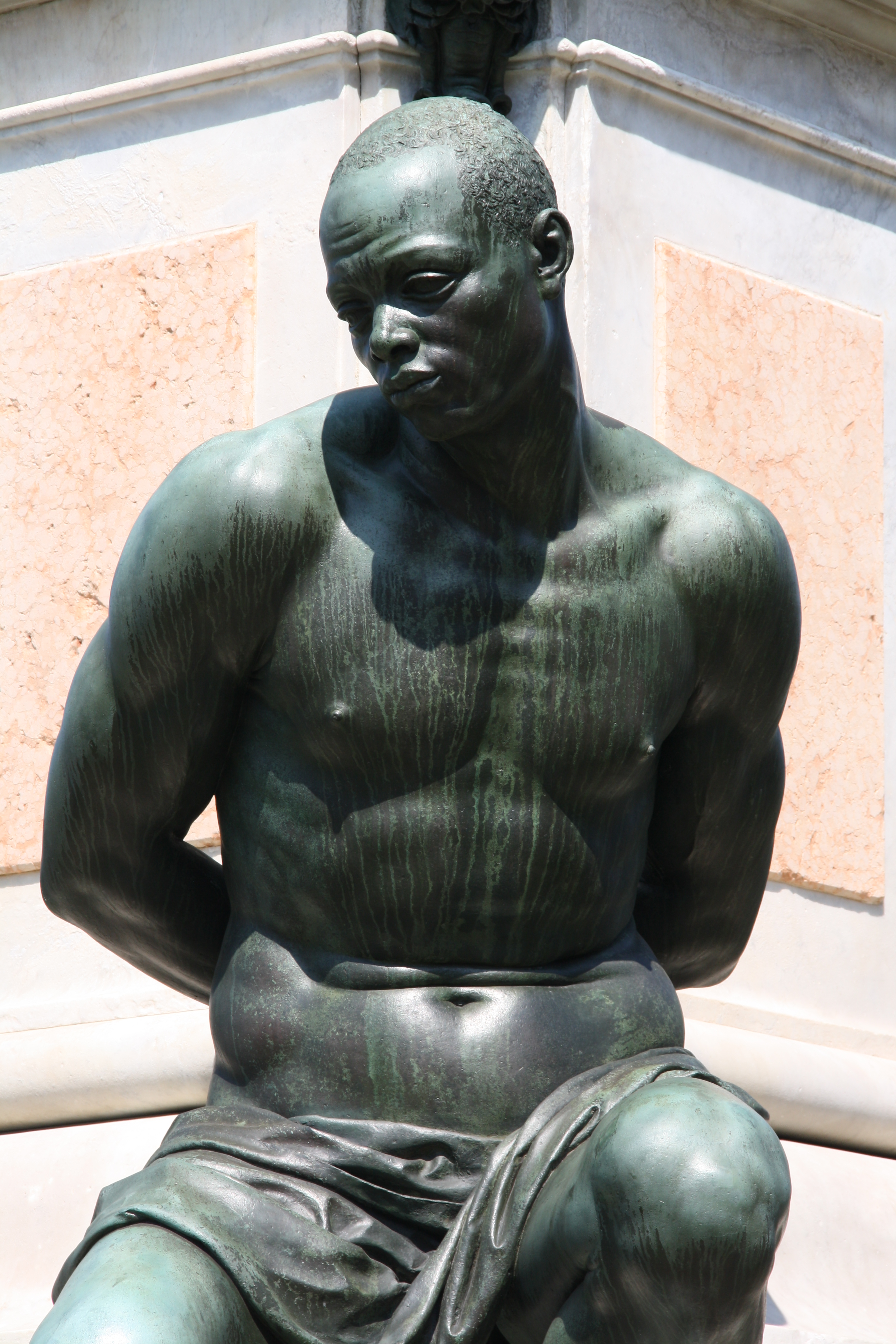
عبد بليفورنو بإيطاليا في القرن السابع عشر.

كانت الدنمارك-النرويج أول دولة أوروبية تحظر تجارة الرقيق. حدث هذا بمرسوم أصدره الملك كريستيان السابع ملك الدنمارك في 1792، ليصبح فعالًا بالكامل بحلول 1803. لم يتم حظر الرق كمؤسسة حتى عام 1848. في ذلك الوقت كانت آيسلندا جزءًا من الدنمارك والنرويج، ولكن تم إلغاء تجارة الرقيق في أيسلندا عام 1117 ولم يتم إعادة تأسيسها ثانية.

##### البرتغال
من بين العديد من أسواق العبيد الأوروبية الأخرى، زادت أهمية جنوة والبندقية بعد الطاعون العظيم في القرن الرابع عشر الذي أهلك الكثير من القوى العاملة الأوروبية. . كانت مدينة لاغوس البحرية أول سوق للعبيد تم إنشاؤه في البرتغال لبيع العبيد الأفارقة المستوردين -ميركادو دي إسكرافوس- الذي افتتح في عام 1444. في عام 1441، تم جلب العبيد الأوائل إلى البرتغال من شمال موريتانيا. فرض الأمير هنري الملاح -الراعي الرئيسي للبعثات البرتغالية الأفريقية- ضريبة على بيع العبيد المستوردة إلى البرتغال. بحلول عام 1552، شكل العبيد الأفارقة 10٪ من سكان لشبونة. في النصف الثاني من القرن السادس عشر، تخلى التاج عن احتكار تجارة الرقيق وتركز التجارة الأوروبية في العبيد الأفارقة من الاستيراد إلى أوروبا إلى عمليات النقل العبودي مباشرة إلى المستعمرات الاستوائية في الأمريكتين خاصة البرازيل. في القرن الخامس عشر، أعيد بيع ثلث العبيد إلى السوق الأفريقية في مقابل الذهب. ألغي الرق في البر الرئيسي والبرتغال والهند في عام 1761. وألغيت أخيرا في جميع المستعمرات البرتغالية في عام 1869.

##### أسبانيا

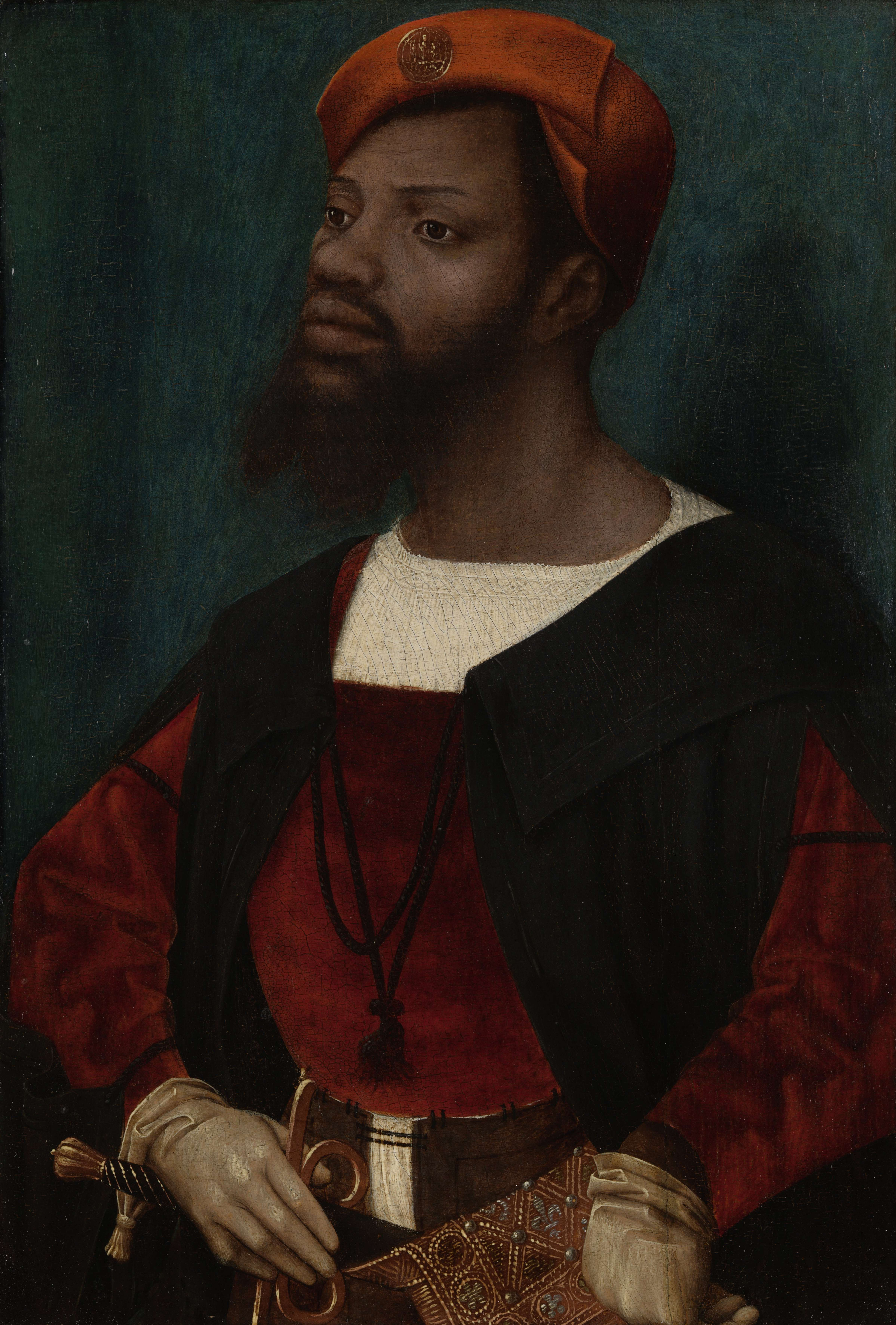
صورة رجل أفريقي، 1525-1530. تشير الشارة على قبعته إلى أصول إسبانية أو برتغالية محتملة.

كان الإسبان هم أول الأوروبيين الذين يستخدمون العبيد الأفارقة في العالم الجديد في جزر مثل كوبا وهيسبانيولا، بسبب النقص في اليد العاملة بسبب انتشار الأمراض، وهكذا بدأ المستعمرون الإسبان تدريجيا في تجارة الرقيق في المحيط الأطلسي. وصل العبيد الأفارقة الأوائل إلى هيسبانيولا في عام 1501،  بحلول عام 1517، كان معظم السكان الأصليون يبيدون من الأمراض.
مشكلة مدي عدل عبودية الأمريكيين الأصليين كانت قضية رئيسية للتاج الإسباني. كان تشارلز الخامس هو الذي أعطى إجابة محددة لهذه المسألة المعقدة والحساسة. 25 نوفمبر 1542، ألغى الإمبراطور العبودية بموجب مرسوم في قانونه الجديد Leyes Nuevas. اعتمد هذا القانون على الحجج التي قدمها أفضل علماء اللاهوت ورجال القانون الإسبان الذين كانوا بالإجماع يدينون مثل هذه العبودية بأنها غير عادلة، وأعلنوا أنها غير شرعية وحظروها في أمريكا، ليس فقط عبودية الإسبان على السكان الأصليين، ولكن أيضا نوع العبودية التي يمارسها السكان الأصليون أنفسهم  وهكذا أصبحت إسبانيا أول بلد يلغي العبودية رسميا.